# 澳門
22°11′45″N 113°32′29″E / 22.19583°N 113.54139°E
澳門，全稱澳門特別行政區，簡稱「澳」，古稱「龍涯門」、「濠鏡澳」、「濠江」、「海鏡」、「鏡海」、「嶴門」，民間又稱「馬交」或「梳打埠」，是中華人民共和國兩個特别行政区之一，亦是中国面积最小的一级行政单位。位於南海北岸、珠江口西側，北接廣東省珠海市，東面與鄰近的香港隔珠江相距63公里，其餘兩面與南海鄰接，是粵港澳大灣區的中心城市之一。
澳門由澳門半島、氹仔、路氹城、路環4個區域所組成：澳門半島是澳門的核心，其東北面小部份陸地與中国大陸連接，氹仔和路環原本分別為兩座離島，2000年後兩島之間填海而形成路氹城，以博弈為主要產業。另外澳門與廣東省共管橫琴島，在部分區域（口岸與大學）獲授權適用澳門法律。2015年12月20日，中國國務院公佈了新的《澳門特別行政區行政區域圖》，將澳門特區水域面積明確為85平方公里，此前澳門没有自己的水域，周邊的水域陸地法理上都屬於广东省珠海市。
澳門自從秦始皇三征嶺南後屬秦朝版圖，從明中葉的1557年開始租借予葡萄牙王國，但明朝设置官府管理。直至1849年葡萄牙停止向清朝交地租並佔領關閘；1887年，葡萄牙與清政府簽訂有效期為40年的《中葡和好通商條約》（至1928年期滿失效）後，澳門成為葡萄牙殖民地。第二次世界大战期间葡属澳门保持中立，免受战火波及。1980年代，葡萄牙與中華人民共和國探討澳門前途，其後於1987年簽署《中葡聯合聲明》，葡萄牙根据声明於1999年12月20日移交澳門政權予中國，實行一國兩制，「澳人治澳、高度自治」。
澳門為獨立經濟體，是中華人民共和國管辖范围內唯一法律允許經營賭場的地區，博彩業及旅游业為澳门的支柱產業，現時已發展為「世界上第一大賭城」及發達地區。澳門為世界上人口密度最高的地區，每平方公里人口超過2萬。

## 歷史
澳門古稱蠔（後改“濠”）鏡澳，意指盛產蠔且水域如鏡的港灣，與香山縣的歷史關係極其密切。而澳外又有十字門，故合稱澳門。
秦朝首度划岭南地区入版图，澳門屬南海郡番禺縣。420年（晉元熙二年），屬新会郡封樂縣。590年（隋開皇十年），廢新會郡，改屬寶安縣，757年（唐至德二年），廢寶安縣，改属東莞縣。自南宋開始，屬香山縣。據史料記載，宋末名將張世傑軍隊曾在澳門一帶駐紮。早期在澳門定居的人在此形成小村落，倚靠漁業與農業種植為生。當時澳門人以蜑家人和客家人為主。

### 葡萄牙租界（1553－1849）
葡萄牙人在1512年到達摩鹿加群島、確定了香料貿易的主要航路後，繼續探索印度東岸、南海，繼續拓展東亞貿易，這段時期還是第一批去到日本、並與當地展開貿易的歐洲人。在曼努埃尔一世国王的统治下，葡萄牙王国为继续控制其宣称拥有的土地和贸易路线制定了详细的计划，打算在通往东方的主要航道上修建一系列的要塞。1513年葡萄牙航海探險家歐華利成為第一個抵達廣州的歐洲人，其登陸內伶仃島宣稱屬於葡萄牙領地，還在附近的屯門設置了葡萄牙人居留地。

#### 明代
明代澳門屬廣東省香山縣轄地。1521年屯門海戰失利後，葡萄牙人轉往澳門地區尋找地盤。
洋人將「澳門」稱作「Macau」的由來存在著幾個不同講法：較廣傳的说法是源自當時澳門人口中的「媽閣」；但更贴近历史文档的说法是源自“阿媽港”，寫作“Amacão”，之后表鼻音的波浪號丢失。一說是洋人來媽閣廟前問路時，澳門人因聽不懂洋文，就以粵語回答：「你講乜鳩啊？」，「乜」是粵語常用的問句用字，而「鳩」則是粗俗的助語詞，葡人聽到「乜鳩」多次後就以此音來命名此地，因此得來葡文「Macau」一字。
後來到達的葡人知道「Macao」一詞，「Macao」便成為了澳門的正式外文名稱。「Macao」是葡文舊寫法，在1911年葡萄牙语正字法改革时变为「Macau」（馬交），在英语中两者都有使用。
1553年，葡萄牙人以“借地晾曬水浸貨物”為藉口，賄賂當時明朝的廣東提刑按察司巡視海道副使汪柏，獲准在澳門半島暫時居住。1557年，明朝在香山縣設提調備倭巡輯，俗稱守澳官衙門。葡人除向明朝廣東市舶司繳納船稅外，爲鞏固其在澳門的地位，每年賄賂廣東海道副使五百兩白銀。
1571年，在廣州交易會，葡萄牙人按慣例賄賂海道副使500兩白銀之際，廣東布政使在場，翻譯祇好稱該賄賂為付給明朝政府的「地租銀」，受賄官吏祇得由布政使上交「地租銀」到國庫。從此，葡萄牙人的賄賂變成地租。後經交涉，葡人每年上交地租白銀500兩（後增加至515兩），並設立海關對商船抽稅，和議事亭向葡人夷目宣讀命令與雙方會商政務。香山知縣擁有最終司法處分權。葡人設立市政委員會（明稱夷目），每3年選舉，和小型警衛隊，建立稅關向停泊澳門的葡國船隻另行收稅，以維持澳葡政府經費。
1574年，明朝在蓮花莖設立關閘由海防副使管理，派駐官兵，嚴格限制外國人入境區；1608年香山縣令蔡善繼頒佈《制澳十則》加強管理。最初葡萄牙人僅限於居住在澳門南部（即當時葡萄牙人的主要活動區），臨時歸屬身在果阿親王所管轄保護。由於留居當地的葡人家庭不斷增長，更與當地粵人通婚；加上再有歐洲人選擇此地落腳，展開與中國經濟、宗教及文化的交流，很快形成小型社區。1623年，葡萄牙政府委任馬士加路也為首任澳門總督管理。
16至17世紀澳門成為日本（長崎）、琉球、菲律賓、摩鹿加群島等國的東南亞貿易中心，在葡萄牙沒落和日本鎖國影響後，其貿易港地位開始有所下降。而在其後的幾百年內，澳門一直是世界與中國和近鄰進行交流的根據地，即使是西班牙帝國主導時期也沒有改變。傳統說法指，1580年葡萄牙王位繼承戰爭爆發，西班牙將領阿爾瓦公爵攻占里斯本佔領了葡萄牙，西班牙國王腓力二世兼任了葡王，组成伊比利亞聯盟，腓力接管了葡萄牙王國所有海外殖民地直到1640年葡萄牙脱離西班牙，澳門未曾投降西班牙，於是獲授「天主聖名之城」（Cidade do Nome de Deus）的稱號。澳門歷史上以中西交流馳名於世，明末清初的「西學東漸」中相當重要，亦曾在世界經濟的運轉中發揮重大作用。

#### 清代

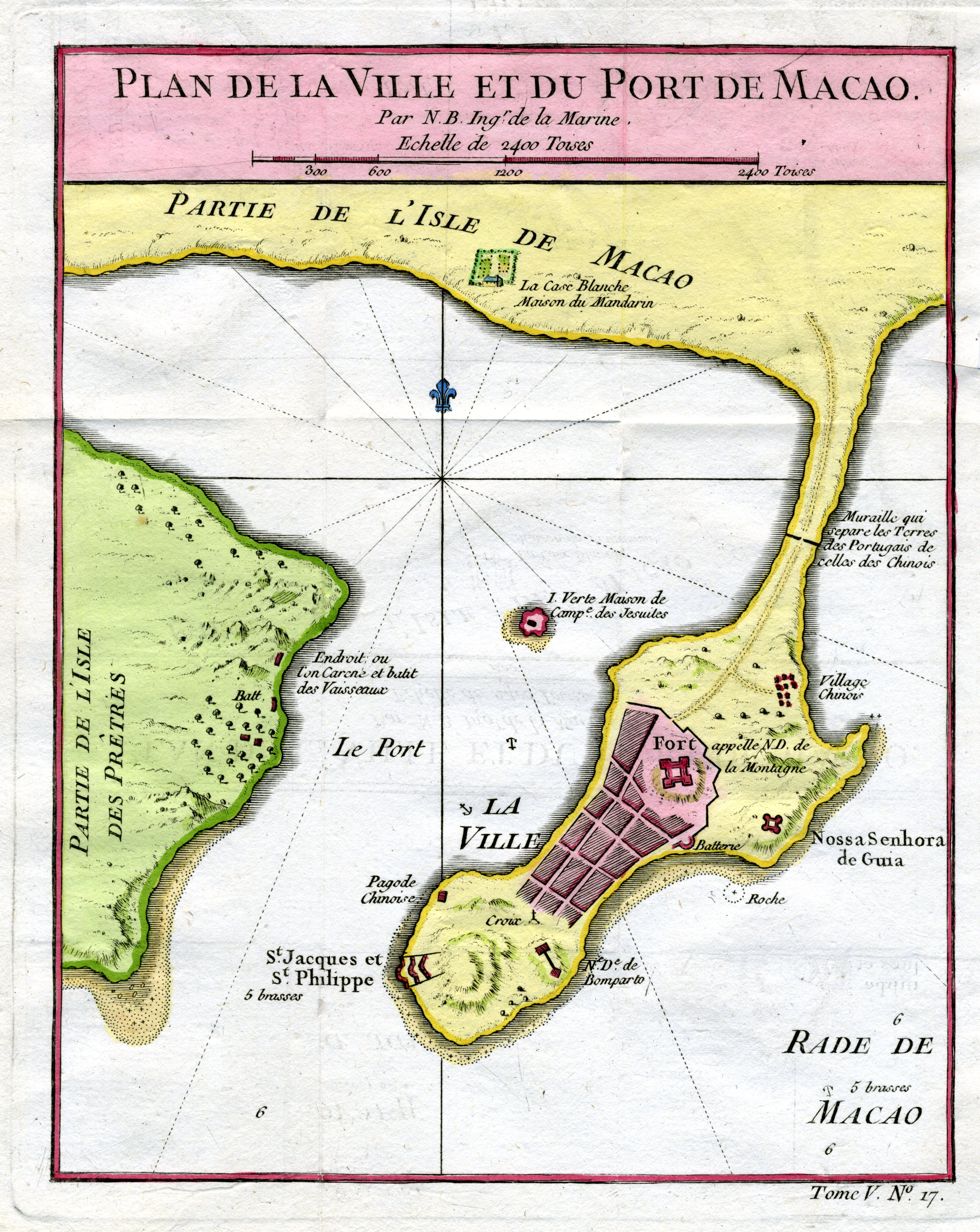
1750年的澳門半島

清軍平定廣東後，除廢除守澳官外，大致沿習明朝對澳措施。1685年，清朝分別於廣州、漳州、寧波、雲臺山設立海關，編澳門海關入廣州海關，改稱澳門關口，設防禦1人、家人2人。1731年，清朝在澳門前山寨設立香山縣縣丞衙門。1744年，清朝又設立澳門海防軍民同知指揮縣丞衙門與澳門駐軍。澳門同知“專理澳夷事務，兼管督捕海防，宣佈朝廷之德意，申明國家之典章”、“遇有奸匪竄匿唆誘民夷鬥爭、盜竊、及販賣人口、私運禁物等事，悉歸查察辦理”。
1748年，華人李廷富和簡亞二犯事，駐澳葡兵於大炮臺拘捕，因拒不認罪被葡兵毒打致死。澳葡總督梅內澤斯拒不交出凶徒，次年經多番交涉，梅內澤斯交出兇手。此事件導致清政府於1749年頒佈《澳夷善後事宜條議》，進一步加強對澳門的控制。
1783年4月4日，葡萄牙海事暨海外部部長馬爾丁略•卡斯特羅以葡萄牙女王唐娜·瑪麗亞一世的名義向葡印總督發布的聖諭，後人稱《王室制誥》。該制誥單方面宣布澳門為自由港，同時賦予澳門總督更大的權力，使其能主導澳門的政治生活。制誥要求議事會向澳門總督和大法官提交行政賬目，並規定議事會在聽取總督意見之前，不得作出任何決定。該制誥強化了葡萄牙中央政府在澳門的管治權，擴展總督的職權範圍，使總督不僅是居澳葡人社區的軍事首領，而且可以干預當地日常行政事務，對議事會決策擁有否決權，實際上成為居澳葡人社區的最高首長。制誥同時增強守衛澳門的軍事力量。
1807年，拿破崙一世領導下的法兰西第一帝国和西班牙王國入侵及佔領了葡萄牙，葡萄牙王室出逃葡屬巴西。翌年7月因爆發半島戰爭令葡萄牙本土成為了法國和反法同盟的戰場，英軍藉口保衛澳門免受法軍佔領，曾一度強入澳門，及後在清政府的壓力下，於當年11月撤出。

### 葡屬殖民地（1849－1999）

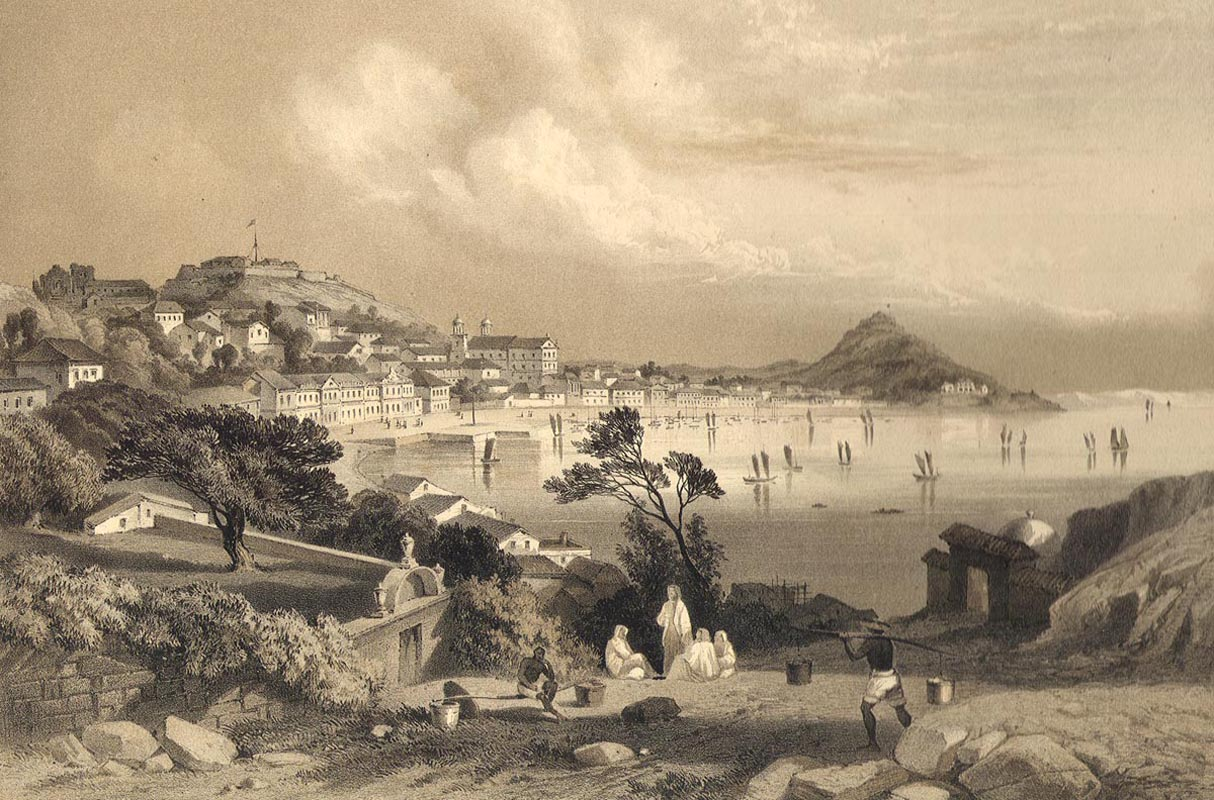
1854年從西望洋山望澳門南灣

1849年，葡萄牙王國停止向清政府交地租並佔領關閘；1851年，佔領氹仔；1863年，佔領塔石、沙岡、新橋、沙梨頭等地；1864年，佔領路環；1879年，佔領龍田村；1883年，佔領望廈村（望廈）、荔枝灣、石澳及青洲等地，建立海島市。
1887年（光緒十三年），葡萄牙王國迫使清政府簽訂《中葡和好通商條約》，規定中國同意葡國「永居管理澳門」，但未經中國同意葡萄牙永不得轉讓澳門予他國。1908年（光緒三十四年），葡萄牙王國要求擴展邊界，派公使瑪喀多為劃界專使，與高而謙談判劃定澳門的界址，澳門正式成為葡萄牙殖民地。
據說，葡萄牙人從奉祀海神媽祖的媽閣廟附近登陸後，故澳門便得名（即「媽港」在葡萄牙語中的譯音）。江戶時代的日本人稱澳門為「天川」（音：Amakawa），據信此名稱亦可能源自於「媽閣」的諧音，但是到目前為止，考古界還未發現媽閣廟在葡萄牙人登陸澳門前已存在的可靠證據。
對於十九世紀朝鮮人而言，澳門作為資訊與媒介的交流中心，許多西洋事情都會經過澳門作為媒介或仲介，去獲得更多認識。
關於上述可根據朝鮮人李圭景的著作《斥邪教辨證說》中提及:「何以詳得九萬餘里外事，歷知如目擊也，必從中原燕都天主堂及澳門，而知得者也。」得知。
另外李圭景在其所撰的《昧谷諸國風土辨證說》之中，介紹及辨證各種與西洋各國風土有關的知識。其中他引用到清聖祖康熙帝的聖諭，指出西洋船入華的停舶之處就是澳門，並對於清聖祖的聖諭作出了補充：「淸聖祖諭廷臣曰，原與西洋地方，俱在赤道北四十度內，海洋行船。中國人多論更次，西洋人多論度數。自彼國南行八十度至大浪山，始復北行入廣東界。」
由此可知，澳門作為西洋航海路線於中國大陸的終點站，或是東亞航海網絡的中轉站，為十九世紀朝鮮人對於澳門的重要印象。李圭景結合康熙的聖諭及個人的補充分析，將有關事情明確說明。

#### 二戰期間
1937年七七事變，抗日戰爭爆發，1938年10月駐澳葡軍在日軍逐漸逼近廣州之時佔領了橫琴島，日軍並沒有立刻驅逐葡軍，直到1940年4月日軍才重奪橫琴。1941年日軍在太平洋戰爭中佔領香港。葡萄牙總理薩拉查領導下的葡萄牙第二共和國在歐洲親近德國及意大利为首的軸心國，日本亦是軸心國成員，因此不敢得罪親近軸心國的葡萄牙。葡萄牙在二戰表面上保持中立，所以澳葡政府亦宣稱中立。日本因此沒有入侵澳門，但日軍却基本上封鎖了澳門的經濟；並於1940年在幾無日僑的澳門新開設領事館，視澳門為對華情報基地，澳門因此避過戰乱。同屬葡萄牙殖民地的東帝汶，在1941年因向350名荷蘭及澳大利亞士兵提供登陸場所，使得日軍以之爲藉口在1942年被佔領。
日本封鎖澳門經濟後，日軍靠操縱市價盈利，並刺殺了妨礙黑道生意的日本駐澳門領事福井保光。

#### 二戰後

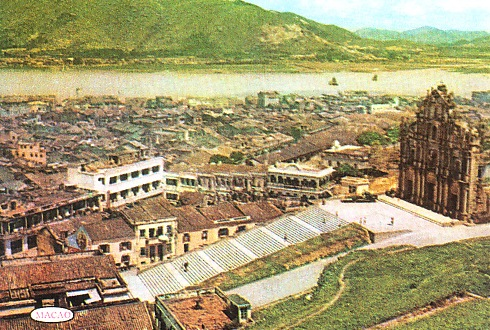
1955年從大炮台望向大三巴牌坊、石階和內港

戰後的1955年，葡萄牙第二共和國頒布《澳門海外省組織法》。1961年，葡萄牙海外部確定澳門為旅遊區，特准設賭博。同年11月，澳葡政府頒佈《承投賭博娛樂章程》。
在澳門殖民地時期，葡萄牙人在澳門一直擁有特權或特殊地位，引起華裔澳門居民普遍不滿；從1849年8月29日沈志亮刺殺總督亞馬留伊始，直至1966年12月3日因文化大革命和氹仔學校事件而觸發的一二·三事件，民間不滿葡萄牙人管治澳門的方式，促成政府改革。
1974年4月25日，葡萄牙爆發康乃馨革命，獨裁的葡萄牙第二共和國倒台，新的文人政府成立第三共和國（即現今的葡萄牙政權）實行去殖民地化政策，放棄所有殖民地，駐澳葡軍開始逐步撤出，但葡萄牙尚未與中華人民共和國建交，中華人民共和國亦不願澳門先於香港移交，故葡方承認澳門不是其殖民地，而是其管治下的中國領土；同年10月5日，澳門首條陸路連接工具──嘉樂庇總督大橋落成啟用。此前民間或運輸往來兩離島和灣仔皆用船隻，曾有航班設立。
1975年12月31日，澳門最後一批葡萄牙駐軍撤出。至1999年澳門回歸之前，沒有軍隊在此城市進駐，防務工作大致上由澳門保安部隊負責。
1976年2月17日，葡萄牙以第1/76號法律形式頒布《澳門組織章程》，為葡治澳門的憲制文件。該章程規定澳門地區為一公法人，在不抵觸葡萄牙共和國憲法與澳門組織章程的原則，以及在尊重兩者所定的權利、自由與保障的情況下，享有行政、經濟、財政、立法及司法自治權。
1979年，中華人民共和國與葡萄牙建交，雙方同意於適當時間透過談判解決澳門問題。1986年，中华人民共和国政府、葡萄牙政府為澳門前途談判四輪，1987年4月13日，中華人民共和國國務院總理趙紫陽與葡萄牙總理施華高在北京簽訂《中华人民共和国政府和葡萄牙共和国政府关于澳门问题的联合声明》（中葡聯合聲明）及兩個附件。聯合聲明說，澳門（包括澳門半島、氹仔和路環）是中國領土，中華人民共和國將於1999年12月20日恢复行使澳門主權。
1993年3月31日，第八屆全國人民代表大會於北京通過《中華人民共和國澳門特別行政區基本法》（共九章145條目、另加三附件），並由時任中华人民共和国主席江泽民頒佈。

### 政權移交（1999年至今）
1999年12月20日凌晨零時，在中华人民共和国、葡萄牙領導人見證下，第127任澳門總督韋奇立和第1任澳門特別行政區行政長官何厚鏵於澳門新口岸新填海區交接禮會場場內交接澳門政權。同日中午，中國人民解放軍駐澳門部隊進駐澳門；至此，澳门回归，中國正式恢复行使澳門主權。
1847年，澳門賭博合法化，自此便有東方蒙地卡羅之稱，政權移交後亦獲海内外遊客讚賞為東方拉斯维加斯。

## 地理
澳門位於太平洋、南中國海沿岸，地處珠江口西岸，北回歸線以南的低緯度地區。北部與广东珠海拱北相隣，西部隔西江支流、內港及夾馬口水道與灣仔和横琴，隔伶仃洋東望即是香港的大嶼山，南面與萬山群島相望。
澳門包括北部的澳門半島以及南部的離島區域。澳門的離島區域由氹仔、路氹城和路環和所組成的海島市。該島原為氹仔島和路環島，但在路氹連貫公路工程開始後，因為填海和西江水流帶來大量泥沙的關係，兩島之間的海床變得越來越淺，公路旁的土地亦越來越多。當局有見及此，便規劃填海工程，而所得出來的土地就是路氹城。另外，從2013年7月20日起在橫琴島的澳門大學新校區正式由澳門特別行政區管轄，所以也有人認為此1.1平方公里的澳門大學新校區屬於澳門。
1840年澳門半島面積僅有2.78平方公里，由1866年開始澳門不斷填海，而達到今日的規模。根據地圖繪製暨地籍局數字，2018年6月澳門土地面積為32.9平方公里，其中澳門半島9.3平方公里，氹仔島7.9平方公里，路環島7.6平方公里，路氹城6.0平方公里，另有新建城區1.4平方公里及港珠澳大橋珠澳口岸人工島澳門口岸管理區0.7平方公里；然而，此數字並不包括1.1平方公里在珠海橫琴的澳門大學新校區，以及隔鄰0.6平方公里的橫琴口岸澳方口岸區。
2015年12月16日，國務院總理李克強主持國務院常務會議通過《中華人民共和國澳門特別行政區行政區域圖（草案）》，劃定澳門特別行政區所管轄的範圍。該草案於12月20日實施，以澳門東及南面85平方公里的海域劃入澳門版圖。12月20日起，澳門擁有該海域的管理權，能按需要填海，惟不能作賭博用途。另外，2001年澳門向珠海市租借陸地所興建的關閘邊檢大樓則劃入澳門特區。鴨涌河北段由珠海市管理；南段則以該河的中心線作分界。
據地圖繪製暨地籍局測量，東望洋山眺望台望遠鏡旁石柱參考地理坐標：北緯22°11'47"、東經113°32'58"，標高91.2米。澳門最高處為路環疊石塘山山頂，即現在媽祖像座落處（標高172.4米）。

### 地形及地質
古澳門是花崗岩地質，丘陵、台地廣佈，構成澳門地形主體。澳門的天然平原很少，主要有澳門半島中部、路環東南部及西南部的海積層；氹仔大小潭山之間連島沙洲；以及古時澳門島與大陸相連造成半島的蓮花莖。始於1863年的填海工程，則是主要為澳門提供平地地段的來源。填海工程使現今澳門的輪廓與數百年前大為改變，亦使海岸線趨於平直工整。

### 水文
澳門位於珠江口西岸的鹹淡水交界，週邊水域有大量來自西江的泥沙沉積，使澳門周圍淺灘廣泛分佈，水深甚淺。整體而言，如果以澳門半島、氹仔、路環三地的東端聯線為界，澳門東面水域較深，西面水道除內港航道和夾馬口水道以外則較為淺，所以澳門現時主要的現代客貨運碼頭都改設於東面。
河流方面，澳門現在無天然河流。在以往的新橋地区，有名為蓮溪的水流，是澳門半島內僅有的自然河流，現在則填平為渡船街。而鴨涌河在古時並不存在，但於1970年代後期，珠海市方面不斷填海，故此形成狹窄的人工河道，才出现今日的鴨涌河。

### 生態
2019年澳門的綠地面積統計為約7,110,388平方米，人均綠地面積為約10.5平方米；而全澳的綠地面積約60%位於路環，可見分佈相對並不均勻。
全澳有30個市政公園、4個郊野公園、10條步行徑、一小片紅樹林土地，其中郊野公園以及步行徑全部都位於離島。至2006年底，全澳路旁樹木合共1,220,000株，較1990年增加0.01%。其中澳門半島路旁樹木總數較2005年大幅增加34.1%，逹8,880株。
2018年澳門全年酸雨日數有39日。

### 四至及地理中心
| 方位 | 位置                                                     | 經緯度                                                    |
| ---- | -------------------------------------------------------- | --------------------------------------------------------- |
| 北   | 花地瑪堂區關閘澳門邊檢大樓附屬樓頂東北角的地面正射投影點 | 22°13′01.33″N 113°33′03.05″E / 22.2170361°N 113.5508472°E |
| 東   | 嘉模堂區澳門國際機場東南角                               | 22°08′07.86″N 113°35′53.48″E / 22.1355167°N 113.5981889°E |
| 南   | 聖方濟各堂區路環島南部臨近鄉村馬路                       | 22°06′35.17″N 113°33′23.77″E / 22.1097694°N 113.5566028°E |
| 西   | 風順堂區澳門半島澳門海關總部西側西灣湖景大馬路           | 22°11′03.61″N 113°31′43.47″E / 22.1843361°N 113.5287417°E |
| 中心 | 嘉模堂區氹仔沙崗市政墳場內                               | 22°09′48.30″N 113°33′48.48″E / 22.1634167°N 113.5634667°E |

### 氣候
澳門屬海洋性副熱帶季風氣候，降雨量及日照時數均少於香港，多於臺北，每年以10月中旬至隔年1月上旬天氣最佳至最穩定，天氣和暖並且陽光充沛、濕度不高，最為舒適，不過在2011-2016年受氣候變暖、聖嬰影響關係增加以及潮濕偏東季候風的影響下，使得陰雨天日子異常多於平均值，尤以11月日照時數減少最為明顯，2011-2016年的11月平均僅有116小時，是全年日照時數最少的月份，同時此6年間平均雨量達到59.86毫米。在冬季隨著季風厚度變小，放晴日子逐漸減少。在2-4月的春季，天氣受回南天影響大多潮濕多霧，同時也是全年日照時數最少的時段，既舒適且陽光充足的日子較少，和臺北地區的冬季天氣很相似，但不像日本、韓國多數地方每到春季可以享受到較多舒適，且陽光較多的晴天日子，唯近年來2-4月偶爾會出現連續5-10天晴朗少雲的日子。
受低壓槽、滯留鋒面、潮濕的海洋氣流影響雨量從4月起大幅增加，5月中旬至6月上旬受西南季風影響、炎熱潮濕，時有低壓槽帶來的長時間暴雨，有時因風雨過大會停班停課；7-8月多受東南季風影響，氣溫進一部上升而持續暴雨減少。夏秋季有時會有颱風、熱帶氣旋吹襲，而每當受熱帶氣旋的外圍下沉氣流影響，天氣往往變得非常酷熱；在2017年8月22日下午，受到超強颱風天鴿的下沉氣流影響，路環九澳氣象站測得最高氣溫攝氏39.0度，創下澳門有紀錄以來，境內站點最高氣溫之紀錄。10月秋季來臨，11月底天氣轉涼，而北方的冷空氣於12月後活躍並形成冷鋒南侵，冷鋒來臨前後數小時氣溫可急降達攝氏10度之多。每年1-2月清晨時份經常錄得最低溫度，在2016年1月24日下午2時15分錄得攝氏1.6度的低溫，是1949年以來的1月最低氣溫，澳門政府宣布隔日幼稚園、身心障礙兒童學校及小學停課一日。澳門氣象局表示，當日下午在大潭山氣象站，觀測到有雨夾雜小冰粒現象。
| 澳門氣象數據（平均數據自1991年統計至2020年，極端數據自1901年統計至今） | 澳門氣象數據（平均數據自1991年統計至2020年，極端數據自1901年統計至今） | 澳門氣象數據（平均數據自1991年統計至2020年，極端數據自1901年統計至今） | 澳門氣象數據（平均數據自1991年統計至2020年，極端數據自1901年統計至今） | 澳門氣象數據（平均數據自1991年統計至2020年，極端數據自1901年統計至今） | 澳門氣象數據（平均數據自1991年統計至2020年，極端數據自1901年統計至今） | 澳門氣象數據（平均數據自1991年統計至2020年，極端數據自1901年統計至今） | 澳門氣象數據（平均數據自1991年統計至2020年，極端數據自1901年統計至今） | 澳門氣象數據（平均數據自1991年統計至2020年，極端數據自1901年統計至今） | 澳門氣象數據（平均數據自1991年統計至2020年，極端數據自1901年統計至今） | 澳門氣象數據（平均數據自1991年統計至2020年，極端數據自1901年統計至今） | 澳門氣象數據（平均數據自1991年統計至2020年，極端數據自1901年統計至今） | 澳門氣象數據（平均數據自1991年統計至2020年，極端數據自1901年統計至今） | 澳門氣象數據（平均數據自1991年統計至2020年，極端數據自1901年統計至今） |
| 月份                                                                   | 1月                                                                    | 2月                                                                    | 3月                                                                    | 4月                                                                    | 5月                                                                    | 6月                                                                    | 7月                                                                    | 8月                                                                    | 9月                                                                    | 10月                                                                   | 11月                                                                   | 12月                                                                   | 全年                                                                   |
| ---------------------------------------------------------------------- | ---------------------------------------------------------------------- | ---------------------------------------------------------------------- | ---------------------------------------------------------------------- | ---------------------------------------------------------------------- | ---------------------------------------------------------------------- | ---------------------------------------------------------------------- | ---------------------------------------------------------------------- | ---------------------------------------------------------------------- | ---------------------------------------------------------------------- | ---------------------------------------------------------------------- | ---------------------------------------------------------------------- | ---------------------------------------------------------------------- | ---------------------------------------------------------------------- |
| 历史最高温 °C（°F）                                                    | 29.1 (84.4)                                                            | 30.2 (86.4)                                                            | 31.5 (88.7)                                                            | 35.3 (95.5)                                                            | 37.5 (99.5)                                                            | 36.9 (98.4)                                                            | 38.9 (102.0)                                                           | 38.5 (101.3)                                                           | 38.1 (100.6)                                                           | 36.0 (96.8)                                                            | 34.2 (93.6)                                                            | 30.0 (86.0)                                                            | 38.9 (102.0)                                                           |
| 平均高温 °C（°F）                                                      | 18.6 (65.5)                                                            | 19.2 (66.6)                                                            | 21.4 (70.5)                                                            | 25.1 (77.2)                                                            | 28.7 (83.7)                                                            | 30.5 (86.9)                                                            | 31.4 (88.5)                                                            | 31.5 (88.7)                                                            | 30.8 (87.4)                                                            | 28.5 (83.3)                                                            | 24.7 (76.5)                                                            | 20.3 (68.5)                                                            | 25.9 (78.6)                                                            |
| 日均气温 °C（°F）                                                      | 15.2 (59.4)                                                            | 16.1 (61.0)                                                            | 18.6 (65.5)                                                            | 22.3 (72.1)                                                            | 25.8 (78.4)                                                            | 27.8 (82.0)                                                            | 28.4 (83.1)                                                            | 28.3 (82.9)                                                            | 27.5 (81.5)                                                            | 25.1 (77.2)                                                            | 21.3 (70.3)                                                            | 16.9 (62.4)                                                            | 22.8 (73.0)                                                            |
| 平均低温 °C（°F）                                                      | 12.7 (54.9)                                                            | 13.9 (57.0)                                                            | 16.5 (61.7)                                                            | 20.3 (68.5)                                                            | 23.7 (74.7)                                                            | 25.7 (78.3)                                                            | 26.1 (79.0)                                                            | 25.9 (78.6)                                                            | 25.1 (77.2)                                                            | 22.7 (72.9)                                                            | 18.8 (65.8)                                                            | 14.3 (57.7)                                                            | 20.5 (68.9)                                                            |
| 历史最低温 °C（°F）                                                    | −1.8 (28.8)                                                            | 0.4 (32.7)                                                             | 3.2 (37.8)                                                             | 8.5 (47.3)                                                             | 13.8 (56.8)                                                            | 18.5 (65.3)                                                            | 19.3 (66.7)                                                            | 19.0 (66.2)                                                            | 13.2 (55.8)                                                            | 9.5 (49.1)                                                             | 5.0 (41.0)                                                             | 0.0 (32.0)                                                             | −1.8 (28.8)                                                            |
| 平均降水量 mm（）                                                      | 34.2 (1.35)                                                            | 43.9 (1.73)                                                            | 80.0 (3.15)                                                            | 153.5 (6.04)                                                           | 286.0 (11.26)                                                          | 373.7 (14.71)                                                          | 290.7 (11.44)                                                          | 331.4 (13.05)                                                          | 227.8 (8.97)                                                           | 75.1 (2.96)                                                            | 39.0 (1.54)                                                            | 31.3 (1.23)                                                            | 1,966.6 (77.43)                                                        |
| 平均降水天数                                                           | 5.8                                                                    | 8.9                                                                    | 11.4                                                                   | 11.6                                                                   | 14.1                                                                   | 17.7                                                                   | 16.6                                                                   | 16.2                                                                   | 12.3                                                                   | 6.2                                                                    | 4.9                                                                    | 5.0                                                                    | 130.9                                                                  |
| 平均相對濕度（％）                                                     | 74.9                                                                   | 80.5                                                                   | 85.0                                                                   | 86.3                                                                   | 84.9                                                                   | 84.6                                                                   | 82.7                                                                   | 82.1                                                                   | 78.3                                                                   | 72.5                                                                   | 72.6                                                                   | 70.8                                                                   | 79.6                                                                   |
| 月均日照時數                                                           | 126.5                                                                  | 85.7                                                                   | 74.8                                                                   | 94.6                                                                   | 135.5                                                                  | 159.0                                                                  | 211.3                                                                  | 188.2                                                                  | 178.3                                                                  | 192.2                                                                  | 158.1                                                                  | 145.1                                                                  | 1,749.3                                                                |
| 来源：地球物理氣象局                                                   |                                                                        |                                                                        |                                                                        |                                                                        |                                                                        |                                                                        |                                                                        |                                                                        |                                                                        |                                                                        |                                                                        |                                                                        |                                                                        |

## 行政區劃

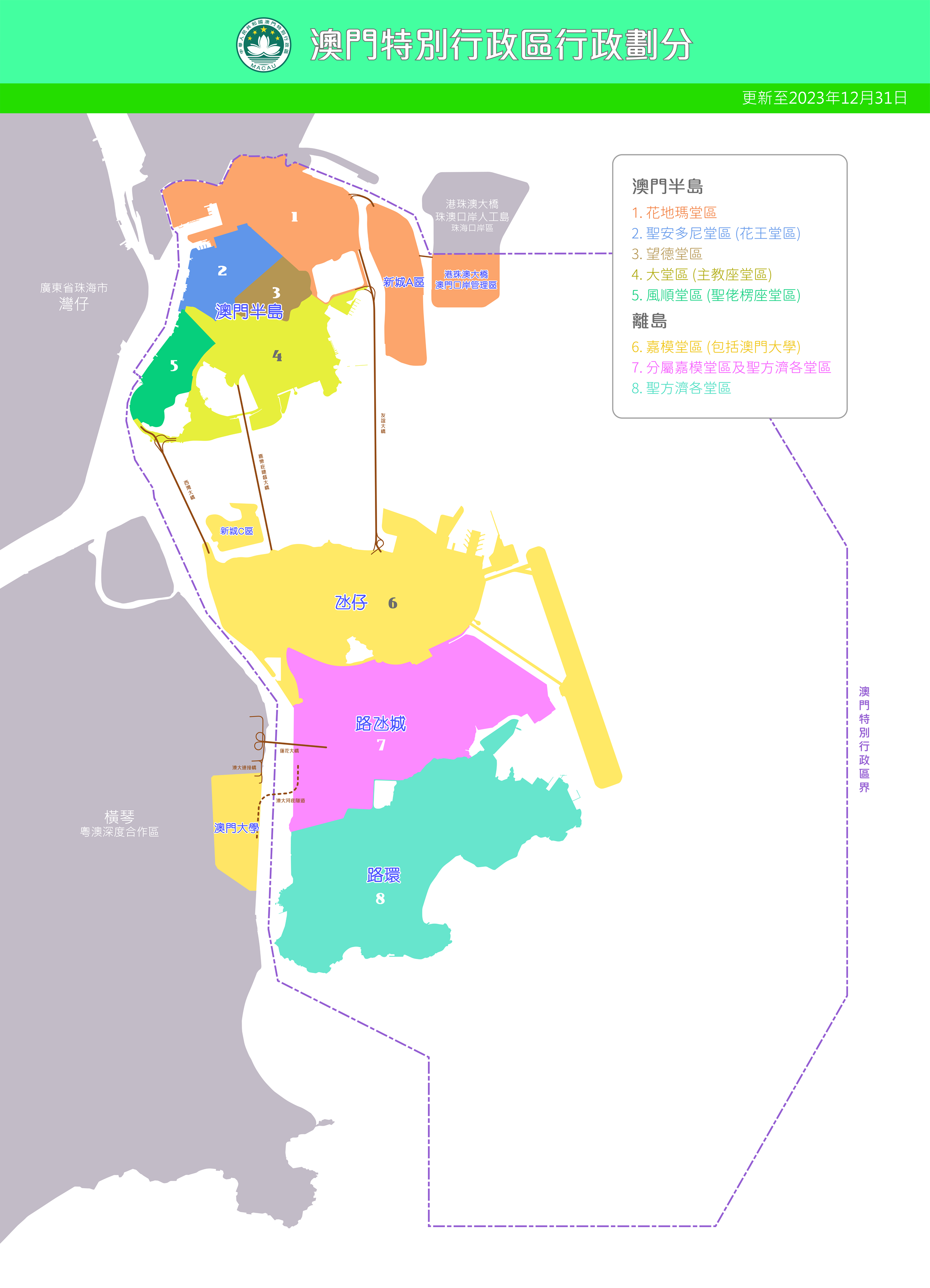
澳門特別行政區之行政劃分（衛星圖片）

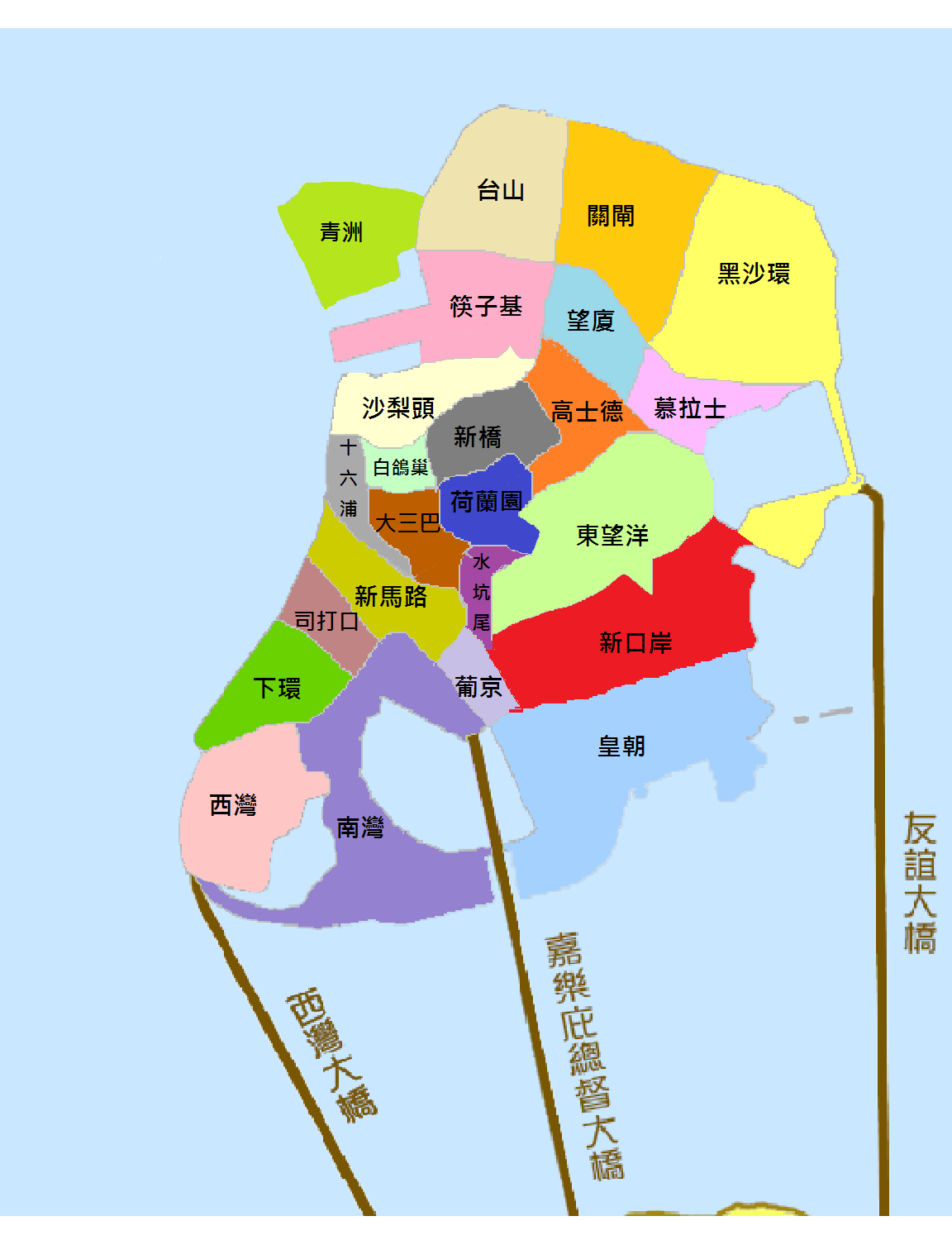
澳門市民常用的區劃

澳門以源于天主教的「堂区」為行政區劃單位，每個堂區以當區著名的教堂為名。堂區並非正式的行政機構建置，不具法律地位，亦沒有法人地位。澳門現有七個堂區，當中五個位於澳門半島，兩個位於離島。位於氹仔和路環之間的填海地段（即路氹城）並沒有劃分任何堂區。另外，現在澳門與廣東省共同管理的區域為橫琴粵澳深度合作區。
澳門人日常生活更為傾向以該區建築物、建築特色、土地用途、人口分佈和實際的地理位置來對澳門分區。
| 澳門半島 | 氹仔                                                             | 路環           |
| --- | ---------------------------------------------------------------- | -------------- |
| - 花地瑪堂區 - 新城A區及港珠澳大桥珠澳口岸人工岛澳门口岸管理区列入在内 - 聖安多尼堂區 （花王堂區） - 大堂區 （主教座堂堂區） - 望德堂區 - 風順堂區 （聖老楞佐堂區） | - 嘉模堂區 - 新城C区、澳門大學新校區及橫琴口岸澳門口岸區列入在内 | - 聖方濟各堂區 |

## 經濟
澳門經濟結構單一，以服務業為主體，博彩及博彩中介業是澳門的經濟支柱，也是居民收入的重要來源，但高度依賴博彩服務出口的特點亦令經濟增長呈現出高波動性。近年來，澳門政府致力發展適度多元化經濟。2023年，博彩業佔澳門GDP比重為36.2%，較最高時下降約27%，逐漸扭轉博彩業獨大的情況。

### 歷史
公元1557年，葡萄牙人租居澳門後，在當時的明朝政府的管轄下積極開展東西方貿易，使澳門很快從一個漁村發展成為繁榮的商業城市。從十六世紀中葉至十七世紀中葉，澳門一度是東西方國際貿易往來的中轉港和貿易中心。转口贸易衰落后，澳门的渔业以及爆竹、火柴和線香等傳統手工業有了长足发展。1961年，葡萄牙政府決定在澳門地區設立幸運博彩，到澳門旅遊的外地旅客激增。巨額的博彩專營稅收入、歐共體國家和美國給予的普遍優惠稅制給澳门各行各業的發展創造了低稅的環境。在這種情況下，香港的部分加工業開始轉移到澳門，形成了服装、紡織、玩具生產為龍頭的勞動密集型的工業架構，澳門經濟开始進入高增長期。但自1993年起，依賴配額和关税优惠的出口加工業优势不再，加上政權移交前治安不靖和亞洲金融風暴影响，澳門經濟增長開始放緩，1996年至1999年更經歷經濟負增長（最多達-4.6%，1998年）。随着2002年澳门政府开放赌权、2003年港澳个人游实施，澳門博彩業迎來新一輪的大繁榮，重新成為澳門經濟的龍頭產業，但其一業獨大的地位亦帶來澳門經濟欠缺多元化的擔憂。為優化產業結構，時任行政長官賀一誠在2023年施政報告中提出「1+4」適度多元發展策略，其中，「1」指按建設世界旅遊休閒中心的目標，促進旅遊休閒多元發展，做優做精做強綜合旅遊業。「4」指持續推動大健康、現代金融、高新技術、會展商貿和文化體育等四大重點產業發展，逐步提升四大產業的比重。

### 博彩業、旅遊業、會展業、酒店及休閒業

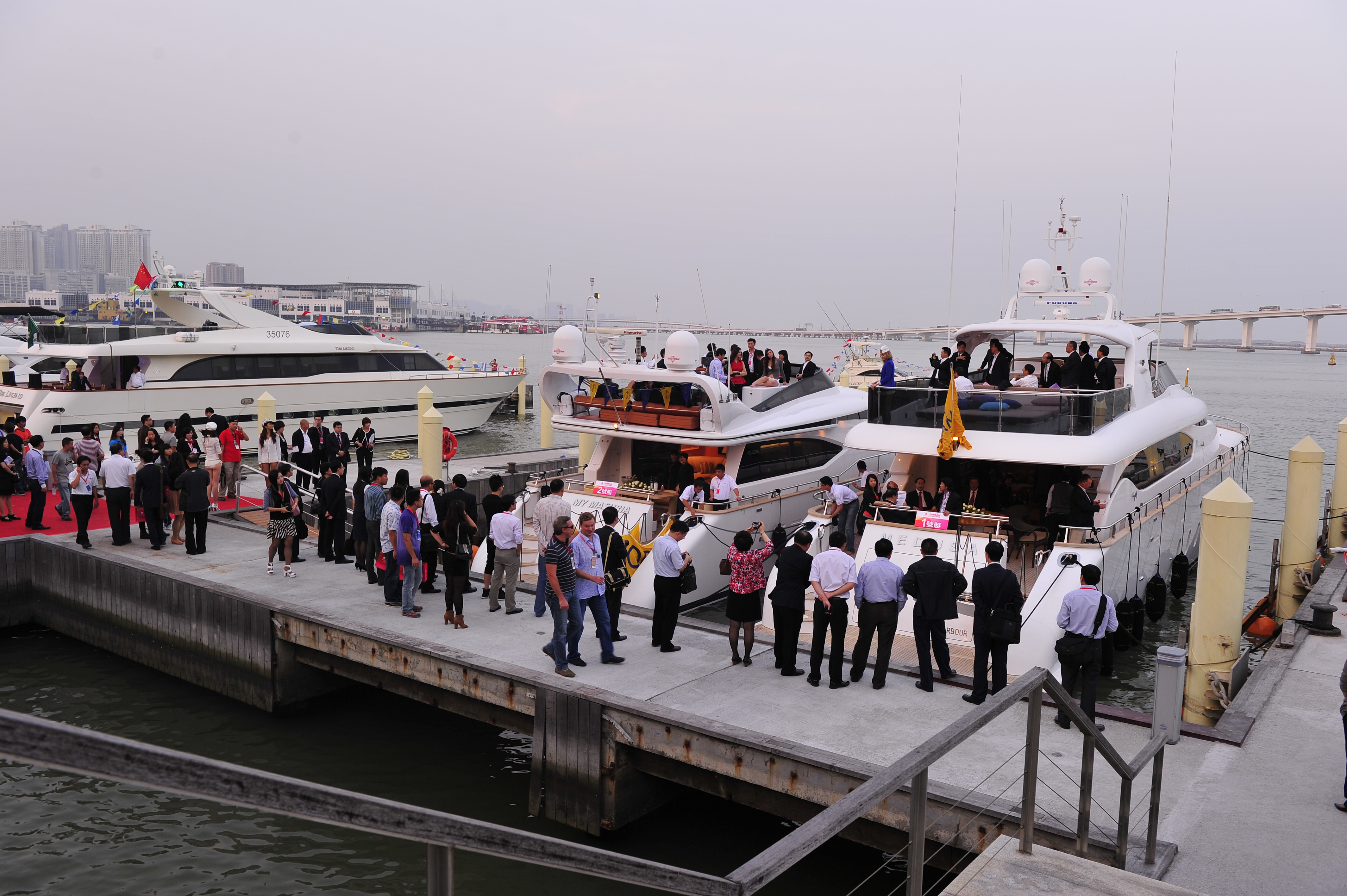
2011年的澳门游艇展

澳門是中華人民共和國管辖范围內唯一允許合法經營賭場的地區。一直以來澳門的主要收入都來自博彩業和旅遊業。在2014年，博彩業（包括博彩中介業）增加值佔總增加值的比重為59.1%。2016年，博彩業毛收入達2241.28億澳門元，而博彩業稅收達843.75億澳門元，佔政府財政總收入（1024.12億澳門元）的82.4%。
1999年澳門特區成立後，除治安有所改善之餘，澳門便定位為以博彩旅遊業作龍頭發展的城市，而且2003年中國開展港澳個人遊後，方便中國大陸居民訪澳。根據澳門統計暨普查局資料，2019年澳門九成以上的旅客均源自中國內地、香港和台灣，其中中國內地旅客佔整體旅客70.9%。在中國旅遊研究院2024年第一季度調查中，澳門獲評內地出境旅遊者最滿意目的地。
澳門博彩業已有百年歷史，於1847年在葡萄牙的管治之下開始合法化，自此以後成為澳門的象徵，改變了當地的命運使得經濟高速發展，以「東方蒙地卡羅」之名廣為世界所知，並成為澳門經濟的重要部份，2006年澳門賭場總營業額已超越拉斯維加斯，成為全球第一賭城，大型博彩業建築物相繼建成，形成「一條街，就一間」的風格。澳門的博彩業大概可以分成五大類：娛樂場賭博、賽馬、賽狗、彩票和足球博彩。截至2016年底，澳門共有38家賭場，6287張賭桌，13826部老虎機。
旅遊方面，澳門區內主要的旅遊景點有1992年由澳門八個社團評選的澳門八景和2005年7月15日列入世界文化遺產名錄的澳門歷史城區。澳門在1981年成為聯合國旅遊組織準成員。
會展方面，澳門會展業發展迅速2022年8月23日，澳門威尼斯人酒店在M&C Asia Stella Awards中，榮獲「澳門最佳會議酒店」獎項。2023年08月16日，首次獲亞洲知名會展雜誌“M&C Asia”選為“最佳亞洲會議及展覽城市(Best Convention City (Asia)) ”。
除旅遊博彩業之外，澳門亦計劃變身成世界旅遊休閒中心、區域旅遊、會議展覽中心及泛珠三角發展框架範圍內中小企業的服務中心。澳門特區政府2024年財政年度施政報告中，提出建設“演藝之都”的目標。2024年面積9.4萬平方米的澳門戶外表演區在氹仔試營運，可容納觀眾超5萬人，是澳門打造“演藝之都”的重要舉措之一。

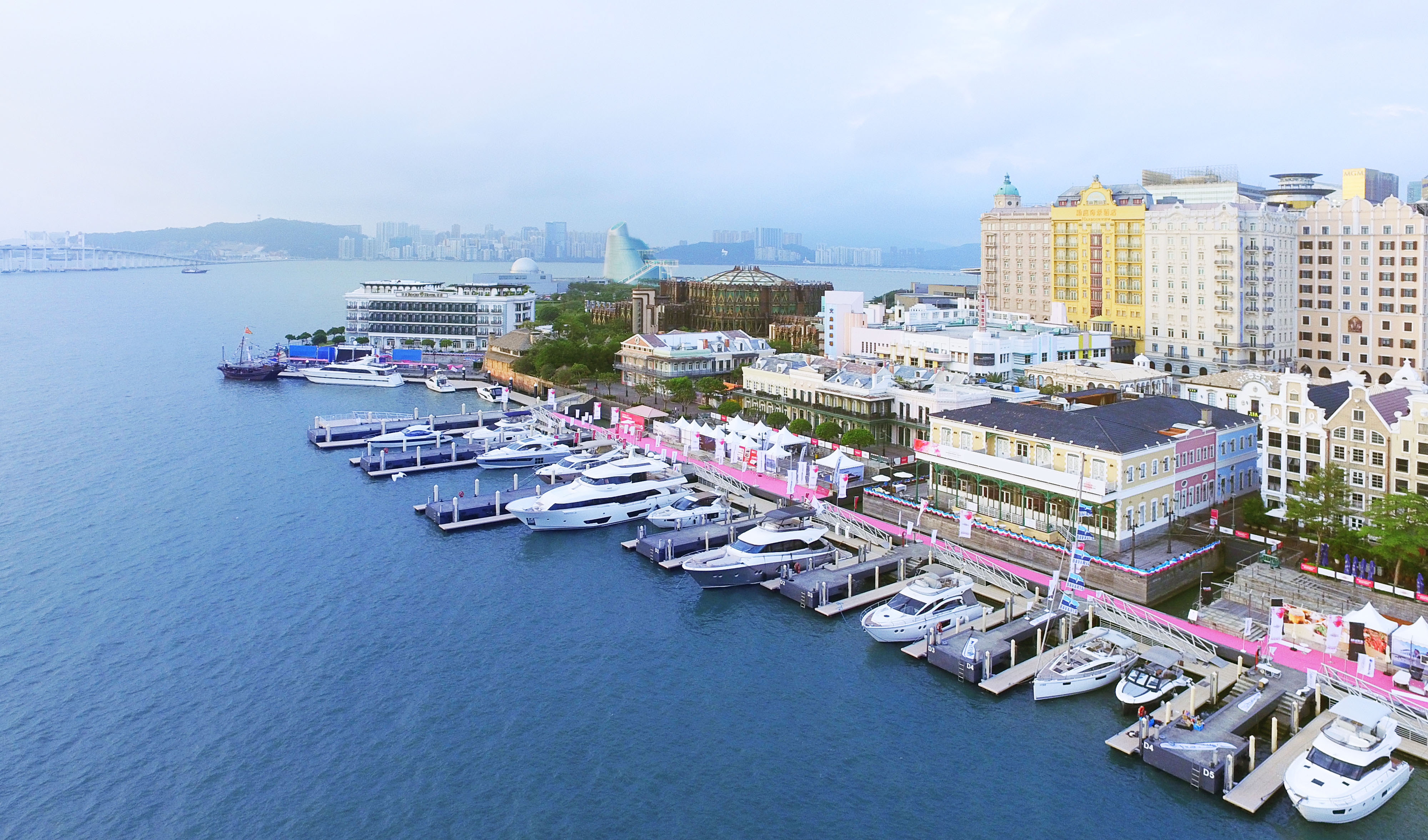
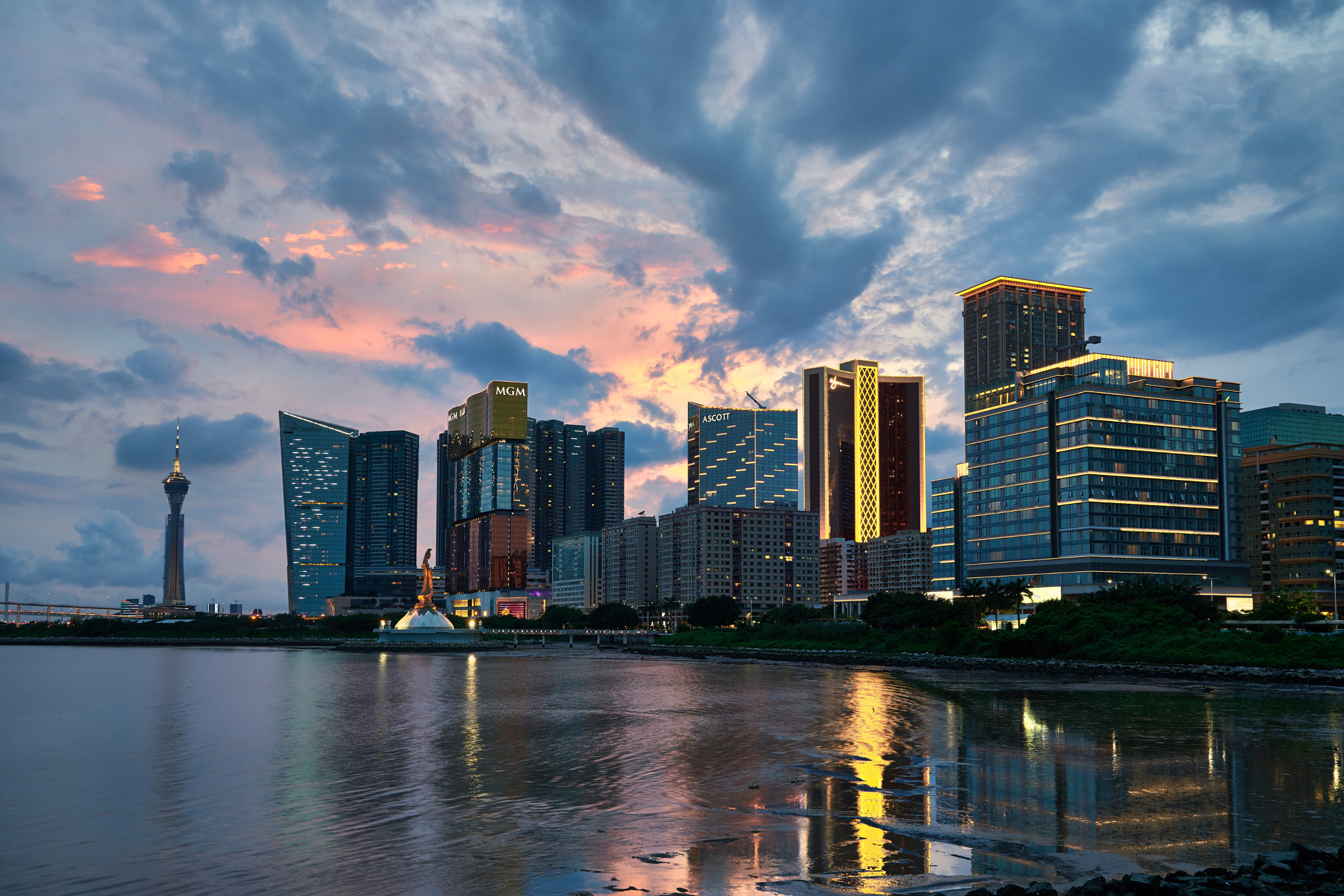
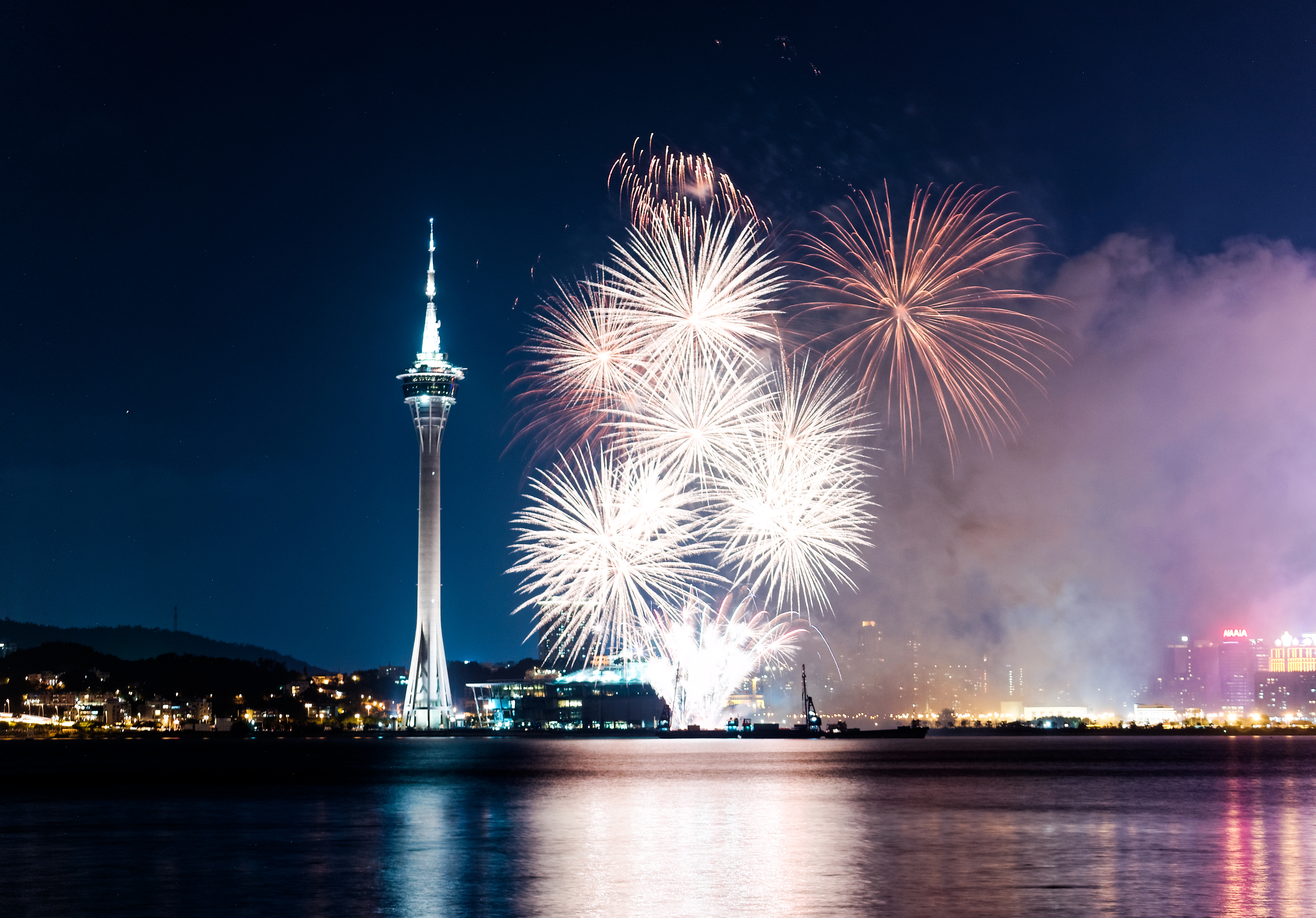
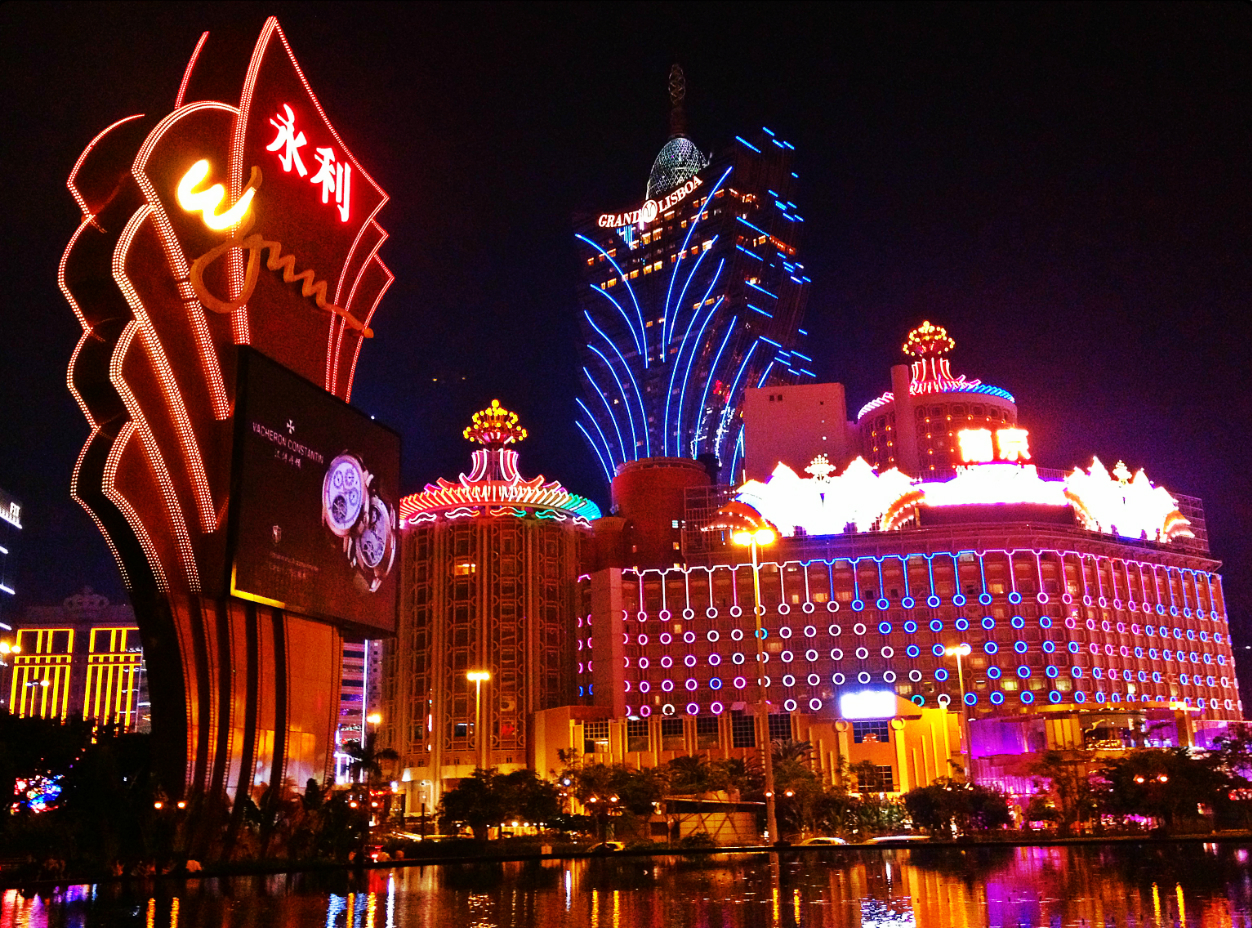
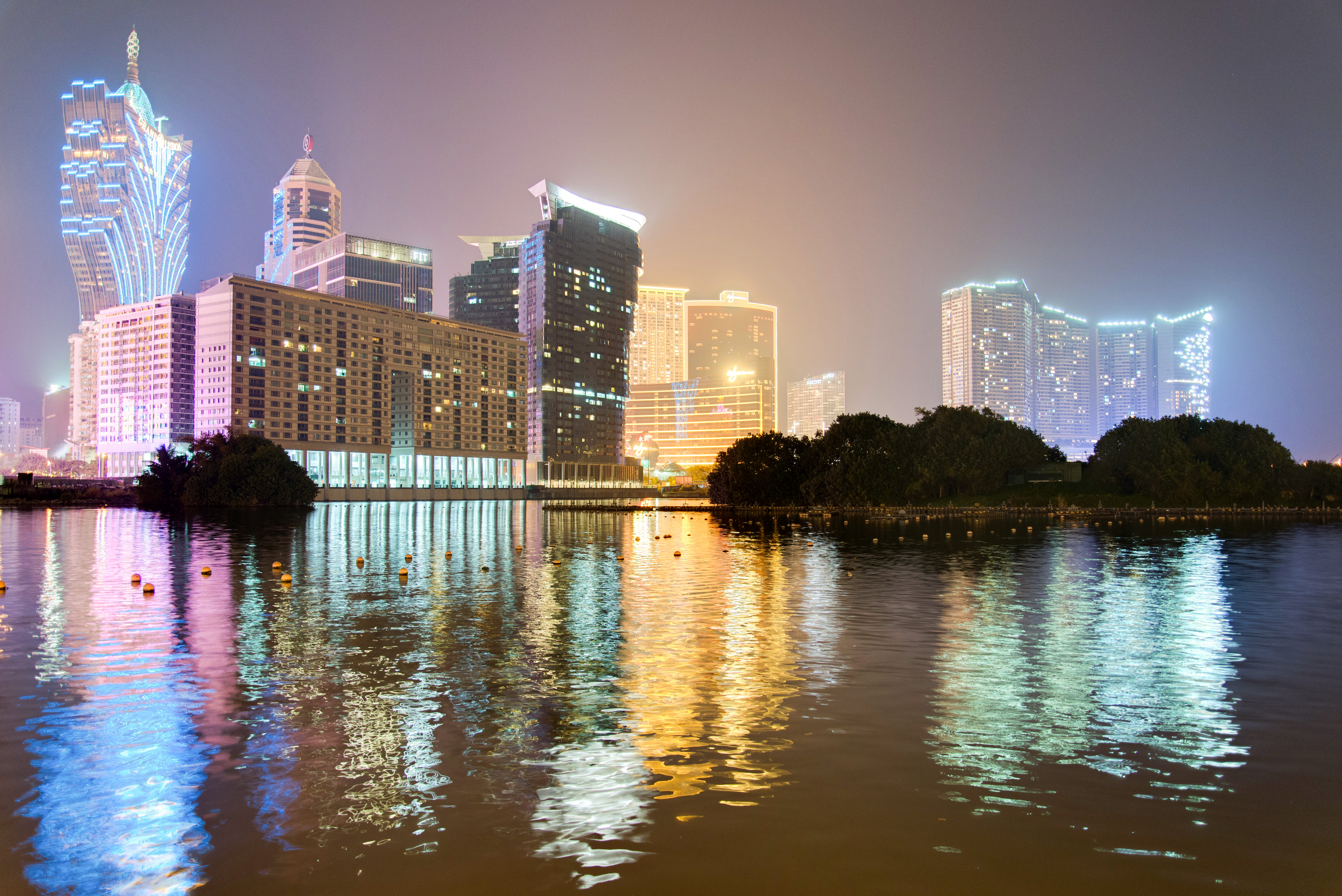
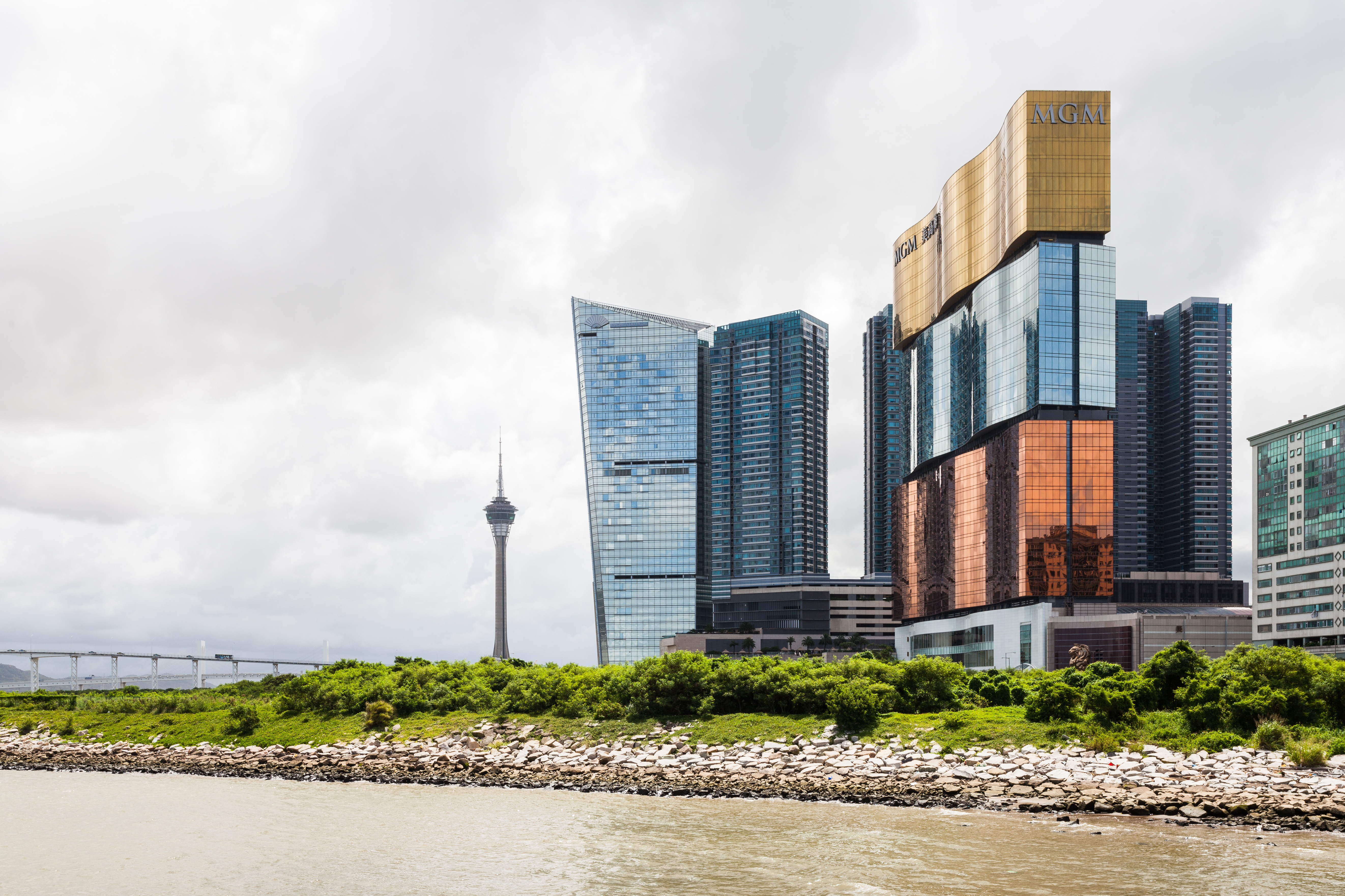
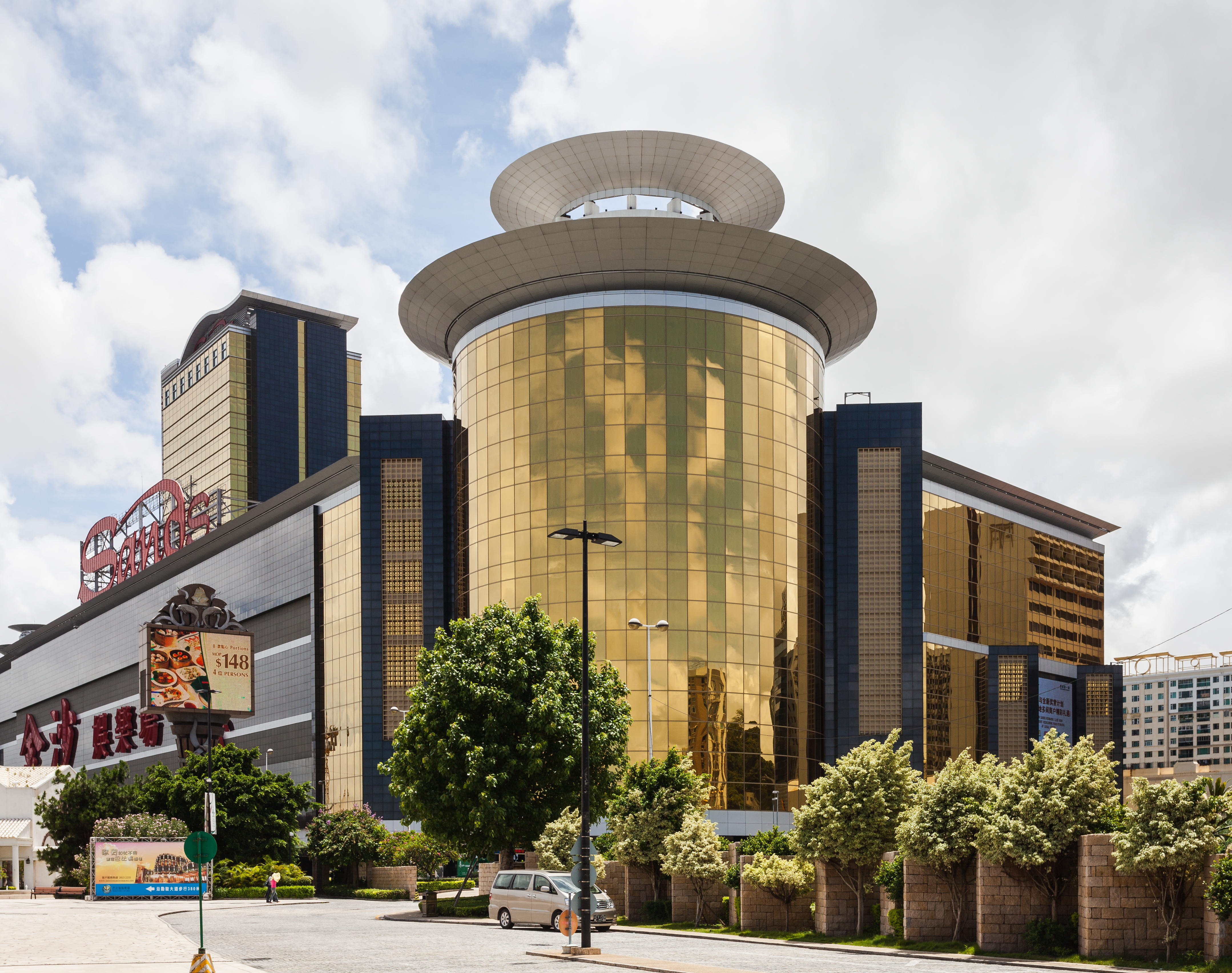
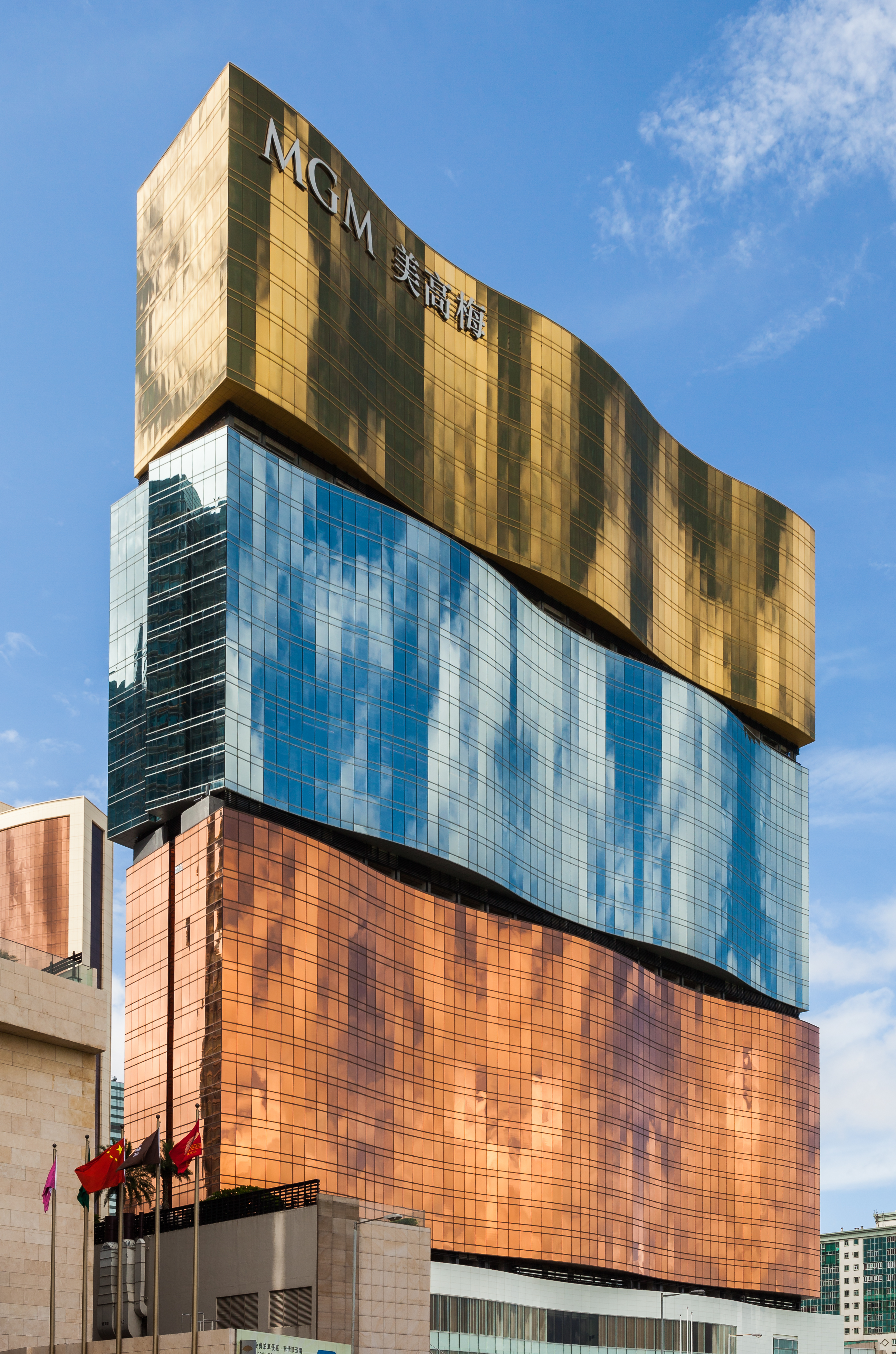
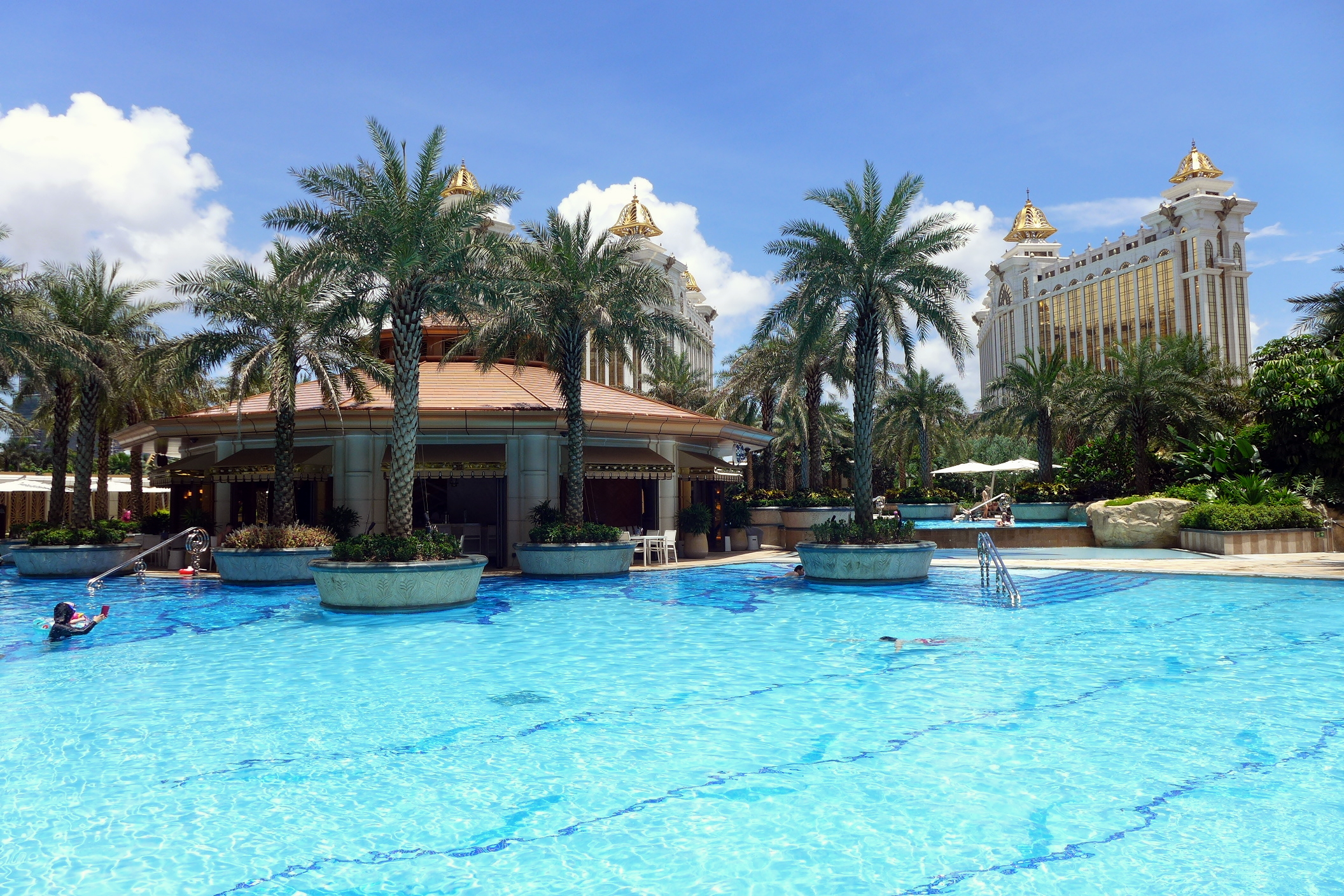
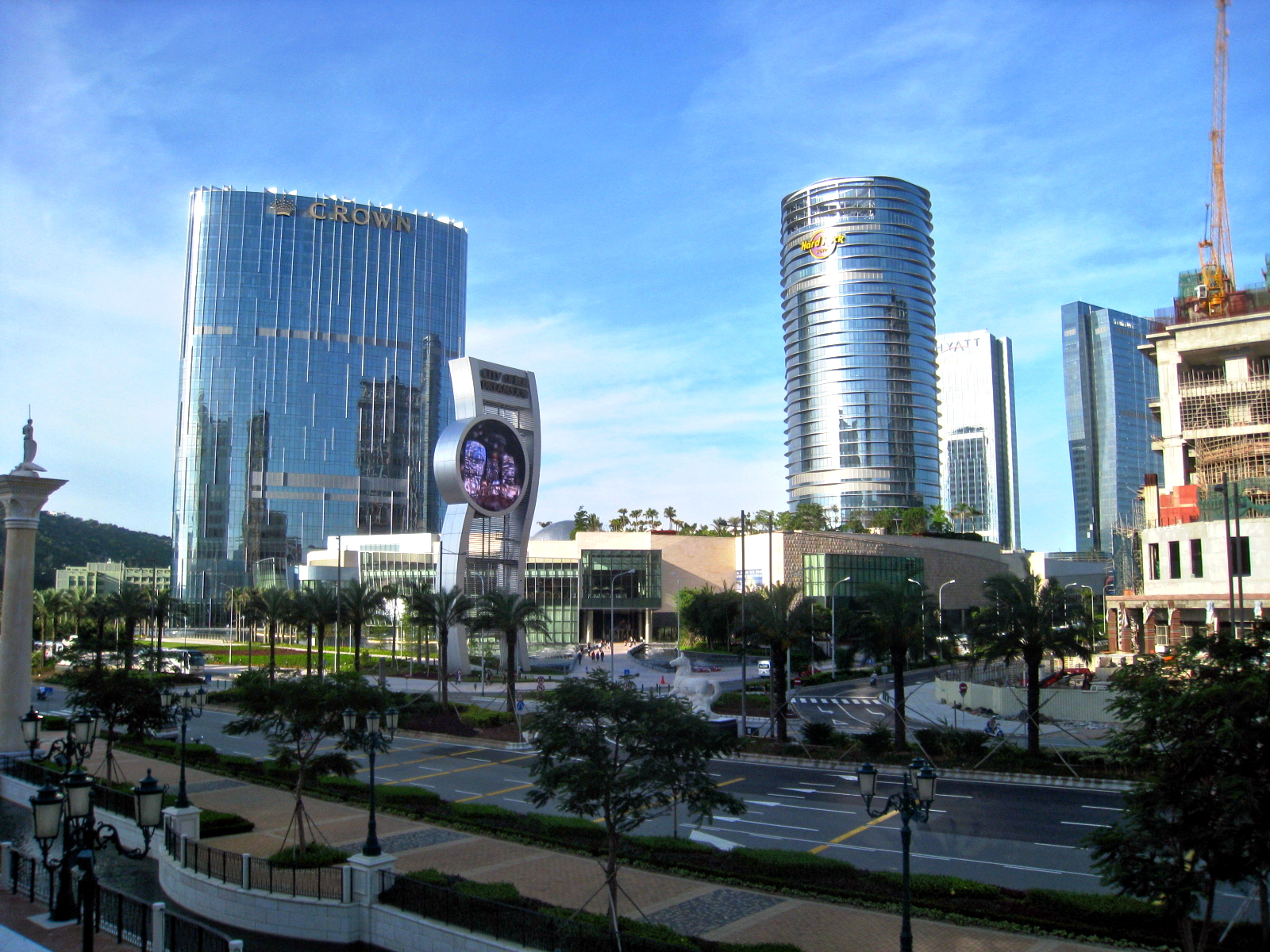

### 零售業、金融業、商業
澳門的商業發展一直都受惠於旅遊業的帶動，自賭權開放以後，澳門的金融經濟也跟著迅速發展，刺激本地居民以及旅客的消費能力，引致澳門整塊的工商業都得以提升。
澳門的旅遊發展朝向渡假式消閒娛樂方向，因而在商業方面的發展亦會受惠，商業在旅遊博彩業的帶動下將會繼續改進。
澳門曾在1999年底通過離岸法例並提供免稅優惠，幫助地產業、降低失業率和銀行金融業發展，但在2021年因應國際上的反逃稅及反洗黑錢趨勢而廢止離岸法例。澳門政府在北京政府支持下，積極利用澳門的特殊優勢成為中葡經貿合作的橋樑。2003年10月起創立的中國-葡語國家經貿合作論壇（中葡經貿合作論壇），加強中國與葡語國家的經貿合作。在2004年1月1日起，澳門與中國大陸的CEPA使澳門製造的產品免关税進入中國內地，使澳門自身優勢更見明顯。澳門經濟因此得以急速發展。
澳門進口商品以消費品、原料及半製品居多，主要貿易夥伴包括有中国内地、香港、日本、美国和歐盟各國等。

### 創意產業
創意產業在澳門還在發展中，很多本地創作如音樂、電影和書籍的知名度未及鄰埠香港高。但隨著社會發展，市場越來越需要創意產業，現今澳門很多學校如澳門演藝學院、澳門理工大学等都已開設相關科目以應付對創意工業的人才需求。
自1990年代末，澳門有好幾部獨立电影製作。較人所熟悉的包括：
- 鄧衍成《濠江風雲》（1998）
- 許國明《鎗前窗後》（2000）
- 陳建德《鍾意冇罪》（2003），榮獲第27屆香港國際電影節“最佳數碼電影金獎”，第一屆澳洲國際電影節“最佳原創劇本獎”，並獲邀參加17個國際影展。
- 吳兆姸《澳門·聖誕·2005》（2005）
- 許國明《夜了又破曉》（2006）
- 梁德森《燈塔下的戀人》（2015）

部分於澳門拍攝的外地電影、電視劇： 
- 王家衛《2046 》( 2004 )
- 杜琪峯《放·逐》( 2006 )
- 仁恩雅《宮野蠻王妃》( 2006 )
- 尹池蓮《花樣男子》( 2009 )
- 劉偉強《游龍戲鳳》( 2009 )
- 林超賢《激戰》（2013）
- 王心慰《巨輪》（2013）
- 葉念琛《十月初五的月光》（2015）
- 王心慰《巨輪II》（2016）
- 葉鎮輝《乘勝狙擊》（2017）
- 德斯汀·丹尼爾·克雷頓《尚氣與十環幫傳奇》（2021）
- 潘耀明《別叫我“賭神”》（2023）

### 工業
澳門工業歷史悠久，早在300多年前，澳門的鑄炮業和帆船製造業就頗負盛名。1950年代中期，小規模的膠鞋廠、搪瓷廠、手套廠、小五金廠相繼出現。1950年代末至1960年代初，不少工業產品遠銷东南亚及歐美各國，標誌著澳門的現代工業起步。1970年代，澳門的工業發展速度加快，製衣業和毛針織業迅速壯大。1980年代中期是澳門工業的全盛時期，成為澳門四大經濟支柱之一，當時全澳有工廠2700家，就業人員8萬多人，產值佔全澳總產值的37％，成為澳門經濟的第一大產業，是澳門外汇收入的主要來源。1980年代末期，澳門工業競爭力下降。1990年代後，澳門工業的增長速度逐漸下降，甚至出現連年負增長。隨著澳門工業的發展，澳門的工業體係也隨之變化。早期是以中小型工廠為主的勞動密集型工業，採取的是外向型模式，產品以紡織品為主，全部或大部分外銷，市場以西欧和美國為主，亚洲居次。工業依賴外地，特別依賴香港和中國大陸。目前，澳門工業正向高新技術、高科技含量發展，一方面大力開拓產品銷售新市場，通過多元化發展來增強競爭力。另一方面與廣東省展開區域合作，正在與特區一小時生活圈內的橫琴島和大廣海灣展開全面、深度的區域合作。
1980年代的澳門曾經是工業城市，製造業一度占本地生產總值約四成，而博彩業與旅遊業占本地生產總值約25%，曾經的主要出產有爆竹、神香、火柴、煙草、罐頭魚、船、玩具、紡織品和中國酒。
澳門首家爆竹工廠創建於1881年。1930年，澳門總共有十間爆竹工廠，當時澳門是重要的爆竹生產中心，產品主要出口到新加坡、菲律賓、美國和歐洲。1953年，爆竹成為澳門的主要出口商品，當時產量達到3噸，價值澳門幣700萬。二十年後，美國成功打開中國市場，澳門的爆竹業由於競爭對手的價格優勢，以及對安全的憂慮而日漸式微，結果最後的爆竹工廠在1990年代倒閉。
在近一百年的歷程中，澳門成為重要的香燭生產中心，產品主要銷往亞洲國家包括中國大陸、歐洲及美國等地。澳門首家製香工廠「梁永馨香莊」於1815年開辦，該廠設有兩間工廠，共傭用800名員工。當時20家工廠中的兩家，出口量為150萬澳門元。二十年後，澳門20家工廠製香工廠的生產總量為1.2噸，產值170萬澳門元。1950年代，製香工廠的數量為70家，1970年代，數量下降至40家。1980年代，中國大陸改革開放，短時間內香燭生產大增，澳門部分業者將生產中心移至中國大陸，在澳門保留銷售門面。目前澳門的神香業已剩下數家，並且以小作坊的形式存在，澳門東亞大學公開學院同學會副理事長蔡佩玲表示，正是來自新會的居民在一個世紀之前，將製造神香的工藝帶到澳門。故此，當澳門商家再次踏足新會，便預示著澳門時代的結束，中國時代的到來。
對外貿易方面，據經濟局資料：2005年全年總出口貨值為198.2億澳門元，較2004年下跌12.1%，出口產品以紡織、成衣類為主，出口貨值下跌15.1%至180.7億澳門元，佔整體出口貨值77%，非紡織品出口方面以機器設備與零件及鞋類為主；而進口則上升12.3%，達313.4億澳門元，貿易逆差為115.2億澳門元。

### 社會福利
澳門2015年的人類發展指數爲0.905，全球排名第17位。澳門的社會福利體系相對完善，包括強制和自願供款結合的社會保障基金、15年免費教育、在學及老人享有公立醫療機構的免費醫療服務、老人享有政府發放的敬老金、失業津貼等。澳門最低工資（家傭及殘疾僱員不納入保障範圍）為時薪32元（澳門元，下同），最低月薪6,656元。
2008年，基尼系數創下20年來最低數值0.37，澳門貧富差距收窄，是近20年合共5次的住戶收支調查中，貧富分佈最好的一次。近幾年居民每月收入中位數趨升，4000元或以下收入比例較過去幾年低。反映居民收入向中間集中，意味居民收入改善。其中，部分人因投身博彩業而提高收入，是政府開放博彩業再分配財富的成果。亦不能忽略政府近年連串的財富再分配措施，包括上調最低維生指數、敬老金、現金分享、補貼工作收入、車資、電費等，也會計入住戶收支。2023/2024年澳門人均堅尼系數為0.324；若扣除政府津貼及援助，人均堅尼系數為0.396，反映政府的福利措施對改善居民的收入分配有一定作用。
2019年6月27日，統計局公布外勞人口達179416人。澳門人平對比外勞比例1:3，大量外勞湧入嚴重影響澳門人就業機會。澳門本地人就業面臨困難。
政府於2020年6月8日實施第20/2020號關於《產假報酬補貼措施》行政法規 （页面存档备份，存于），將母親產假由原來的56日調升至70日，為其提供產假報酬補貼。
公共房屋方面，截止2024年12月，澳門已建成公共房屋單位數目增至57,117個，95%的社會房屋租戶獲豁免繳付租金。

## 通訊及郵政
澳門通訊方便快捷，電訊網絡覆蓋面廣，5G網絡覆蓋全澳门；在各酒店或电话亭，都可使用直撥國際電話服務，與全球一百多個國家和地區直接聯繫。在澳門使用固定電話接撥市內電話無需收費；設置在澳門半島及離島的公用電話則需收費澳門幣1元，可通話五分鐘。部分公共巴士、景點及政府機構亦提供免費無線網絡服務。
至於郵遞方面，澳門郵政除提供平郵和空郵等一般服務之外，還有特快专递。
澳門郵票的主題及設計匯合中西文化特色，其中部分較受歡迎的系列郵票包括有生肖、文學與人物、傳說與神話、文物保護、科學與科技及澳門藝術等主題。為應付民眾集郵需求，澳門郵政在各個郵政分局設有集郵專櫃，還在當地旅遊景點大三巴牌坊附近開設郵亭銷售郵品及提供接受投寄掛號郵件服務，以方便集郵愛好者及旅客前往購買和用郵。

## 政治
澳門特別行政區政府奉行「行政主導」體制，在實行以行政為主導和核心的前提下行政與立法互相制衡及配合。由中華人民共和國國務院任命的行政長官在澳門具有超乎行政、立法和司法三個機關之上的地位，是特區的權力和領導核心，在政治體制中處於中心地位，故澳門的立法權與行政權之間並非對等。此外，《澳門基本法》並沒有承諾澳門特別行政區行政長官和立法會的選舉在未來實行全面普選。

### 行政

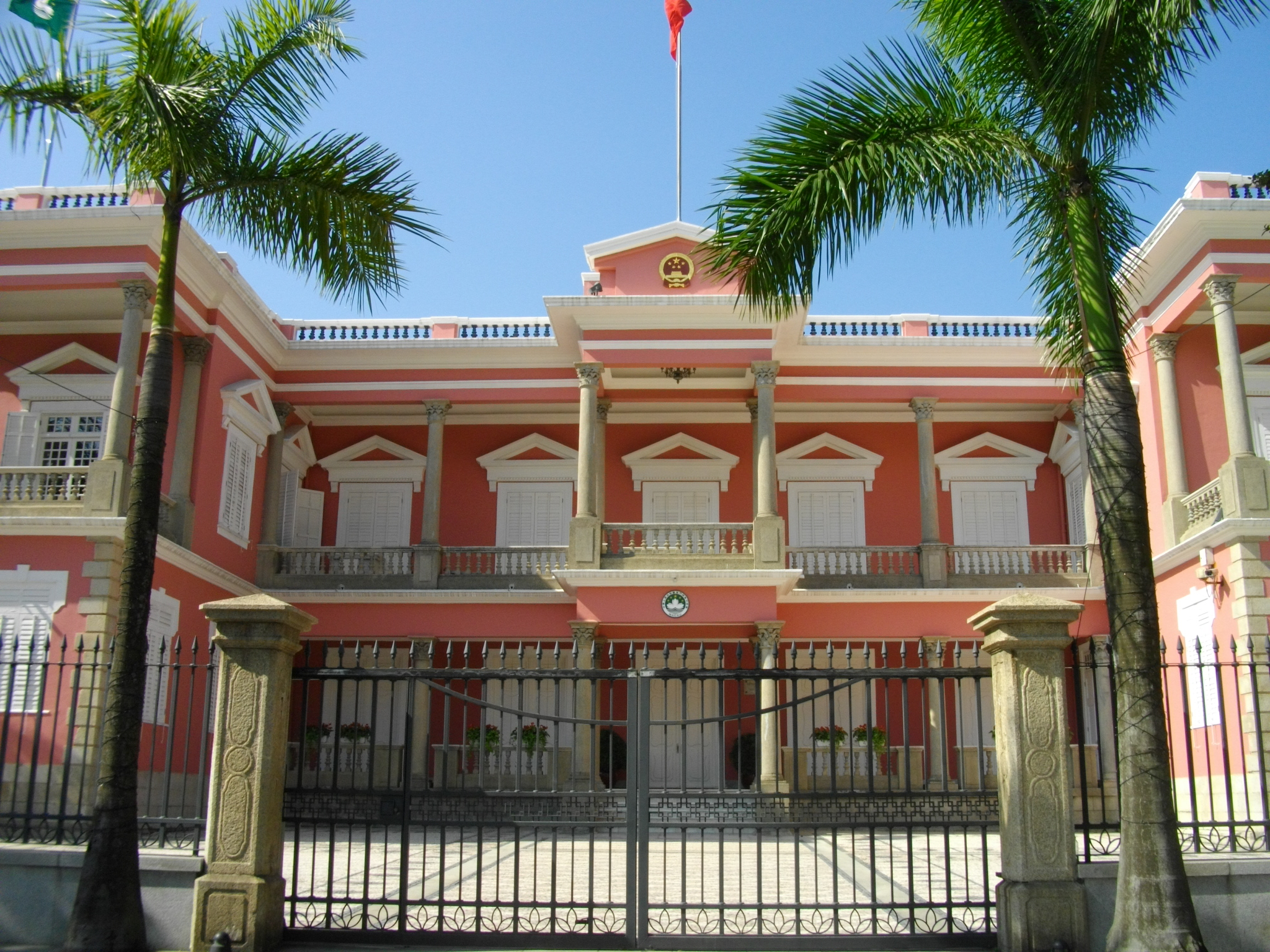
澳門政府總部

根據《澳門基本法》，澳門特別行政區行政機關為澳門特別行政區政府；政府首長為澳門特別行政區行政長官，任期為5年，最多可連任一次。
行政長官下有五個司，分別為行政法務司、經濟財政司、保安司、社會文化司、運輸工務司，再下為局、廳、處（組、科）。
澳門特別行政區行政會由政府主要官員、立法會議員及社會人士組成，協助行政長官決策。

### 立法

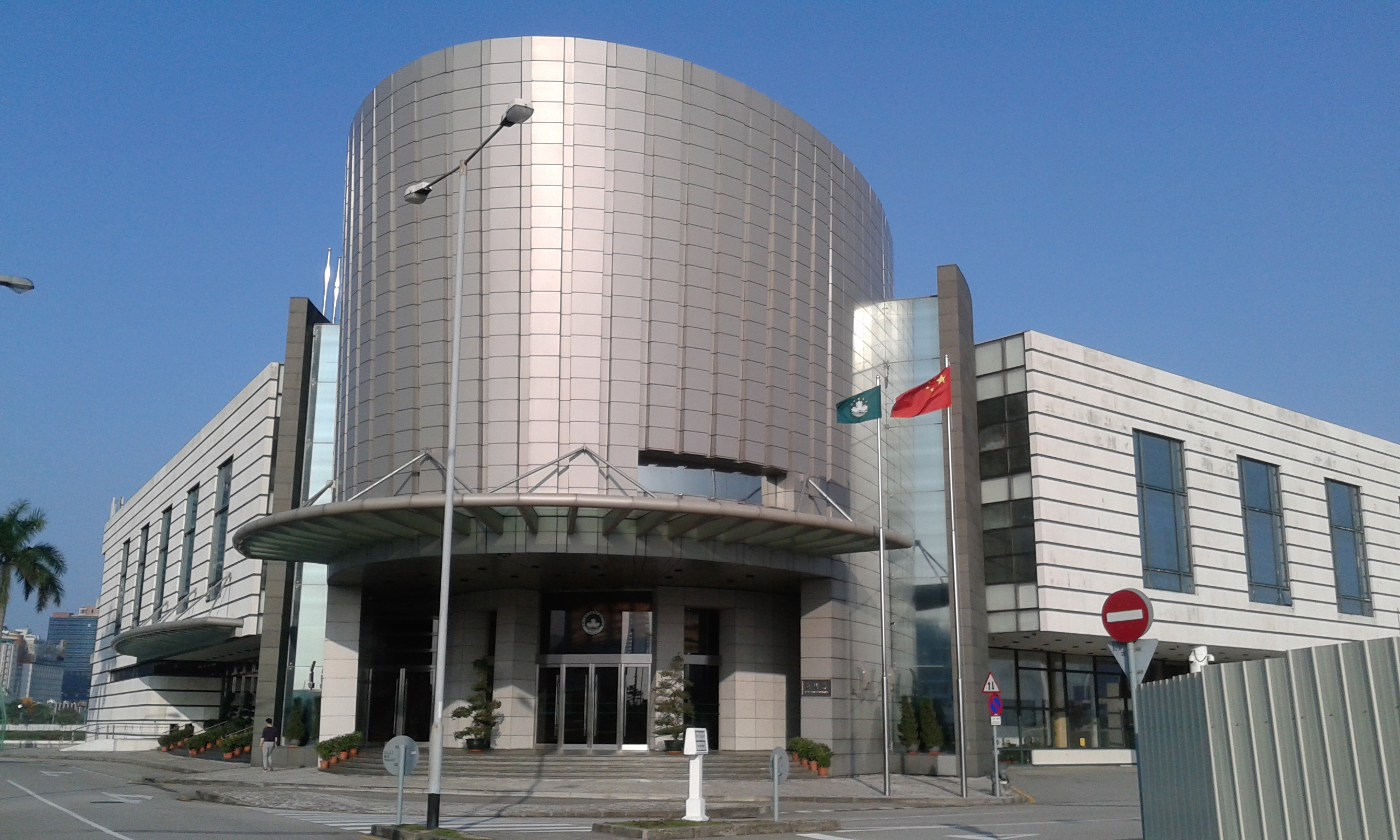
澳門立法會大樓

澳門特別行政區的立法機構是立法會，現有33名議席，14個直接選舉產生，12個間接選舉產生，另外7個由行政長官任命，每屆任期4年，由直選產生的議席並不過半。最近一次選舉在2021年9月12日（參看2021年澳門立法會選舉）。凡居住在澳門七年以上及年滿18歲的澳門居民均可參與直接選舉，而已註冊的「法人選民」組織可參加立法會的間接選舉和選出澳門特別行政區行政長官推選委員，每個合資格的法人（組織）享有最多22票，目前登記有效的法人（即社團）選民總數為905個。
過往多年以來（除2017年），間接選舉界別的議席數都與候選人數量對等，每名候選人均可篤定當選。由於委任及間選的絕大多數候選人都有親北京背景，而直選亦由建制派主導，執政陣營（建制派）和反對陣營（民主派）勢力差距甚大。因此澳門多年來民主派提出法案大多數均被否決，而建制派提出議案都大比數通過。自一二·三事件之后，建制派便主导澳门政坛至今；而2021年選舉更因取消大部分民主派候選人資格，以至立法會非建制派議員只剩二人（高天賜和謝誓宏）。

### 司法
澳門使用大陸法（欧陆法系），所立法律主要參考葡萄牙的法律，部分法律制定亦有參考法国及德国的法律。除《基本法》外，適用法律有五大法典，分別是：民法典、刑法典、商法典、民事訴訟法典、刑事訴訟法典。行政程序法典、行政訴訟法典、民事登記法典、商業登記法典、物業登記法典、公證法典亦屬重要之法典。此外，《基本法》附件三規定在澳門適用的全國性法律。澳門原有法律、法令、行政法規和其他規範性文件，祇要不牴觸《基本法》，仍繼續生效。
《基本法》規定，澳門特別行政區享有獨立的司法權和終審權。法院衹服從法律，不受任何干預。司法機關由兩部份組成：法院和檢察院。法院為三院建制，分別為：
- 第一審法院
  - 初級法院
  - 行政法院
- 中級法院
- 終審法院（最高級的審判機關）

澳門沒有死刑，也沒有無期徒刑，有期徒刑上限一般為二十五年，例外狀況為三十年。

### 貨幣
澳門元（俗稱葡幣、葡紙）為澳門特區法定貨幣，市面上一般除使用澳門幣外，由於港澳兩幣於澳門均保持約103澳門幣兌100港元之兌換率，故港幣亦可流通；與新加坡和汶萊的貨幣相似，兩幣都可以互通（但不同的是，新汶兩國可以互用對方的貨幣；而港澳兩幣只可以在澳門隨意互用，在香港不能用澳門幣）。在澳門，港幣除可以在一般商鋪當作澳門幣使用，還可在澳門所有賭場使用。港幣在澳門賭場的貨幣流通量甚至多過澳門幣。
除港幣之外，部份旅游景點以及超市亦可使用人民幣，但一般以港币或者是澳门币找零，且有汇率问题。

### 對外事務
根據《澳門基本法》，中華人民共和國中央人民政府（国务院）授權澳門特別行政區自行處理有關的對外事務。澳門可在經濟、貿易、金融、航運、通訊、旅遊、文化、體育等領域以「中國澳門」（葡萄牙語：Macau, China）的名義，單獨地同世界各國、各地區及有關國際組織保持和發展關係、簽訂和履行有關協議。而屬於政治方面的外交事務，則均由北京政府負責。
因此，在《基本法》的保障下，澳門在多個國際組織都有積極參與。當中有部分只派代表參與出席，但亦有正式會員或創會會員身分，而當中部分組織早在殖民地時期已成為會員身份。澳門參與的國際組織包括有世界貿易組織、國際貨幣基金組織、葡語系運動會和東亞運動會等。
葡萄牙、安哥拉、莫桑比克，以及在澳門人口數目日益增加的菲律賓在澳門設有總領事館，部分國家例如秘魯也有設名譽領事。多數國家的駐香港總領事館同時為駐澳門總領事館或由香港兼辦對澳業務，但葡萄牙駐澳門領事館則是兼任對香港業務。
由聯合國亞洲及太平洋經濟社會委員會和世界氣象組織共同成立的颱風委員會秘書處設在澳門。

### 姊妹城市
在澳葡政府時期，澳門市政廳已先後與多國城市締結成姊妹城市，而海島市政廳也有與葡萄牙科英布拉實現締結。澳門回歸後，所有締結事宜曾一併交由民政總署負責管理；及後，市政署於2019年1月1日成立，取代民政總署，澳門特區政府與對外城市交流的相關工作亦隨之交由其他政府部門負責。
| - 葡萄牙里斯本（1982年5月20日） - 葡萄牙波爾圖（1997年6月26日） - 瑞典林雪平（1997年11月29日） - 葡萄牙科英布拉（1998年11月30日） - 巴西聖保羅（2000年6月19日） - 普拉亞（2007年12月4日） - 柬埔寨暹粒省（2018年3月27日） - 泰國布吉府（2018年5月9日） - 越南胡志明市（2019年8月16日） - 巴西巴西利亞（2020年10月22日） - 聖多美和普林西比阿瓜格蘭德大區（2022年8月10日） - 东帝汶帝力（2024年9月26日） - 比利时布魯塞爾（友好協約）（1991年12月11日） - 美国三藩市（文化備忘錄）（2001年11月2日） - 越南峴港（友好協議）（2006年10月10日） |

## 文化
澳門自開埠以來因為歷史淵源特殊及人文景觀別緻而形成在華南、中國乃至整個東亞地區都十分罕有的文化特色。四百多年來，來自歐洲各地的人都聚居在澳門，澳門無論在飲食、建築、語言上都富有葡萄牙文化特色。在澳門的舊城區穿梭經常可以發現澳門的特色誌，東方建築及西方建築僅一街一巷之隔，甚至比鄰而立，中式廟宇的前地舖成葡式碎石路，南歐式建築內藏着廣東菜館等現象在澳門都隨處可見。而在漫長的華洋共處歷史中，在澳門更誕生土生葡萄牙菜、土生葡語等東西文明揉合的見證。另外，澳門近年急速發展，地域狹小使得澳門的城市功能分區非常模糊，因此常常形式現代景觀與傳統景觀的衝擊畫像，例如與人來人往議事亭前地商業區一街之隔便是富有傳統市集特色的營地大街；穿過繁華的金光大道後，便是富有南歐海邊小鎮韻味的路環市區。

### 文化遺產
由於在近代中國與外國聯繫中的重要地位，澳門蘊藏豐富的文化遺產。2005年7月15日，22座建築及8個廣場、前地列入《世界文化遺產名錄》的澳門歷史城區。另外，富有特色和歷史意義的建築物亦收錄在《澳門文物名錄》內。澳門旅遊局與文化局曾定2006年為「2006澳門世界遺產年」，並合辦多項文化及促銷活動，藉以吸引各地遊客。
此外，自澳門歷史城區成功列入世界文化遺產名錄後，不少世遺景點因人為或自然原因受到破壞，例如於2007年建成的中央人民政府駐澳門特別行政區聯絡辦公室大樓（中聯辦大樓）破壞了東望洋燈塔的景觀，至今燈塔仍然受到東望洋山周邊的超高樓工程的威脅，此外，2016年盧家大屋外牆遭受毀壞、2017年媽閣廟火災和聖奧斯定教堂因失修塌頂、西望洋山景觀保育危機，以及大三巴和大炮台等景點因龐大的旅客量而對周邊環境造成破壞和加速世遺景點的老化，反映了澳門政府在世遺保護工作上的缺失。

### 地方特色

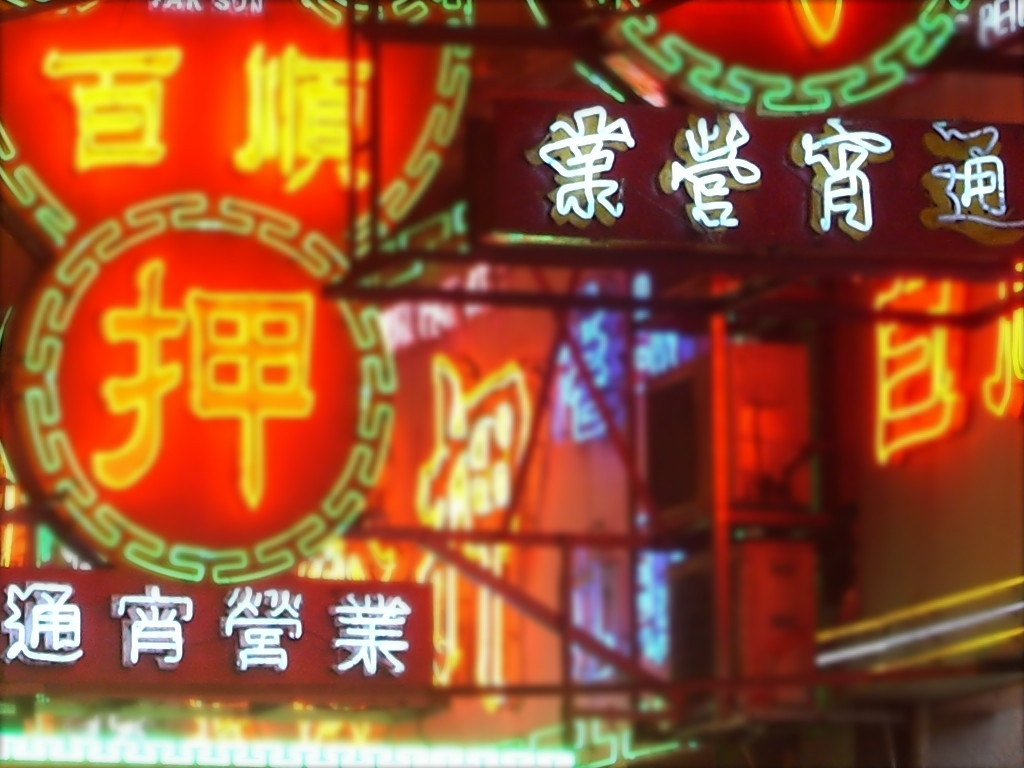
澳門晚上的街景和當舖

澳門街道名牌，以葡萄牙瓷磚畫藝術為藍本。其藍色和白色的主調，配以中文和葡萄牙文的街道名稱，成為澳門地方特色。
有學者認為，澳葡政府在街道命名中表達了他們權力的運用，強調葡萄牙歷史的光榮時刻以及葡人在澳門的耕耘與貢獻，同時也著力通過街名來紀念那些屬於其體制內的政治人物，以此塑造出葡萄牙管治澳門的政治圖景，另一方面，就在掌權者不斷更迭而成為歷史痕跡的同時，薪火相傳的文化則伴隨著澳門的歷史共同前進，澳門的街名也通過符號的形式把這個小城中西文化的並存和交融體現了出來。澳門有不少名字冗長的街道名稱，在華語地區來說十分罕見。此類街名大多以葡萄牙軍官政要，或歷史人物的名字命名，然後以粵語音譯出來。比較知名的有：沙嘉都喇賈罷麗街、士多鳥拜斯大馬路、爹美刁施拿地大馬路、華士古達嘉馬花園等。另外有部分主要街道原名冗長，市民習慣另取較易記的名字甚至忘記原名。如俗稱新馬路的亞美打利庇盧大馬路、俗稱荷蘭園正街或荷蘭園大馬路的肥利喇亞美打大馬路等。
每朝，澳門的街頭可見到手持可發出「叮叮」聲響的敲擊銅器和手推車的人士行走，向居民收買廢鐵或其他欲棄置的大型傢具。一般居民通常稱此行業的從業員為「叮叮佬」，更曾一度獲視為澳門的「傳統行業」。

### 飲食
澳門烹飪吸收廣東的烹飪手法和食材，以及香港、葡萄牙、印度、非洲、東南亞的特色，創製出包括澳門土生葡菜在内的獨一無二的澳門菜。例如，燒臘、非洲雞、馬介休、葡國雞、沙嗲、咖喱牛肚、豬扒飽、水蟹粥等。
澳門人的飲食習慣也是一日三餐。早餐時間，一般在早上7點。早餐內容各人自有差別。一餐簡單的早餐，可能為泡麵、白粥、腸粉、車仔麵、麵包以及咖啡奶茶。星期六日以及不用工作的人會到茶樓飲茶。午餐的時間基本在下午1點到下午2點。因為澳門市街較小，大多數人習慣回家進食。但是也有部分人會到快餐店吃飯。受香港影響，澳門也有下午茶的時間，一般在下午4時半左右，多以車仔麵、多士、豬扒包咖啡奶茶為主。晚餐時一般都會先來一碗湯，炒菜，蒸魚，也會買現成的燒臘等。由於有部分澳門人晚上工作，有部分人會在晚間食，或許去大牌檔，也會食快餐。在週末或假日，許多家庭只會吃兩餐。在早上11時左右去酒樓飲茶，同時食早餐和午餐。亦有家庭星期日不煮飯，全家外出食飯，此時選擇眾多，有人會選擇葡國菜、廣東菜，也會享用其他國家的菜式。
2017年11月1日，聯合國教科文組織列澳門為美食之都。

### 主辦盛事

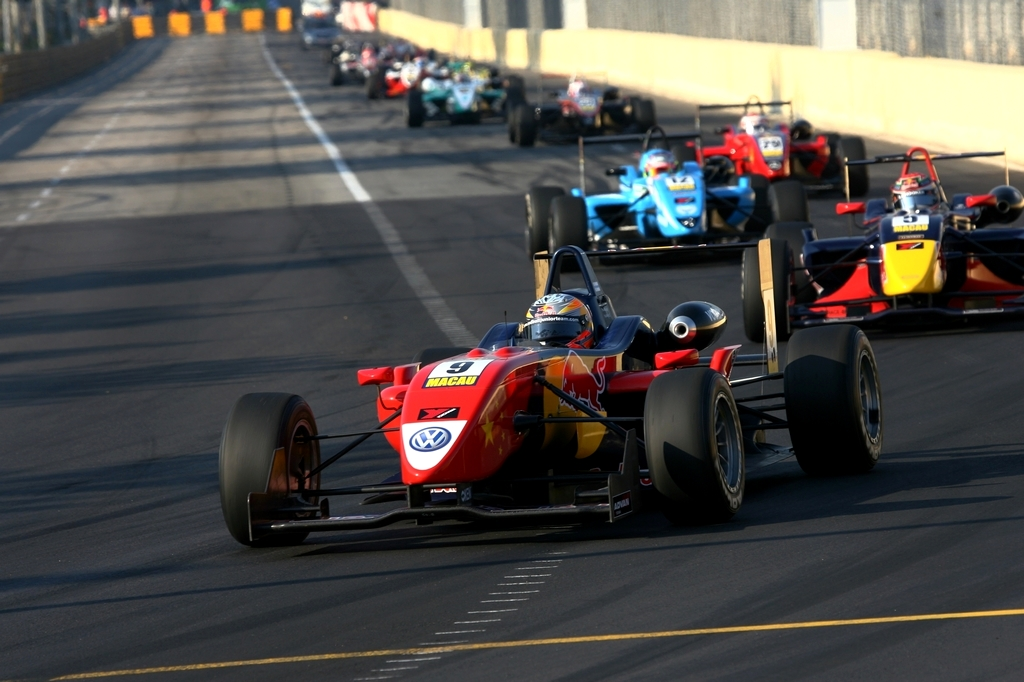
澳門格蘭披治大賽車是國際知名的賽車比賽

澳門先後於2005年10月底、2006年及2007年舉辦2005年澳門第四屆東亞運動會、2006年葡語系運動會及2007年亞洲室內運動會，其中主場館澳門東亞運動會體育館於2005年7月開幕。啟用後附近地基出現沉降問題，而啟用初期館內亦出現過漏水問題。更被審計署揭發「澳門蛋」工程造價大幅超支至近13億元。近年來澳門多項建築亦紛紛動工和落成，如已開幕的漁人碼頭、路氹城金光大道、科學館等。2025年，澳門將與廣東省及香港共同以粵港澳大灣區名義舉行中华人民共和国第十五届运动会。
此外，澳門每年舉辦的多項節日盛事，其中有：
- 澳門城市藝穗節
- 澳門農曆新年花車巡遊匯演
- 苦難善耶穌聖像出遊[13]：二月或三月，聖像巡遊本是南歐的宗教儀式，澳門自16世紀設立澳門教區以來，便一直繼承著此傳統。
- 土地誕
- 澳門國際旅遊（產業）博覽會
- 澳門藝術節：為澳門一年一度的文化藝術盛事
- 花地瑪聖像巡遊：5月13日，為紀念葡萄牙人最崇拜的花地瑪聖母而舉行的典禮。據說，聖母曾在1917年於葡萄牙的花地瑪顯靈數次。
- 醉龍節：五月或農曆四月初八，只在很少的地方有慶祝活動，澳門卻是重要的節日。此為漁業行會的傳統節日，漁業人士每年都舉行獨有的醉龍醒獅大會慶祝。
- 國際排聯世界女子排球聯賽[參⁠ 94]
- 澳門荷花節
- 藝文薈澳：澳門國際雙年展
- 武林群英會
- 盂蘭節

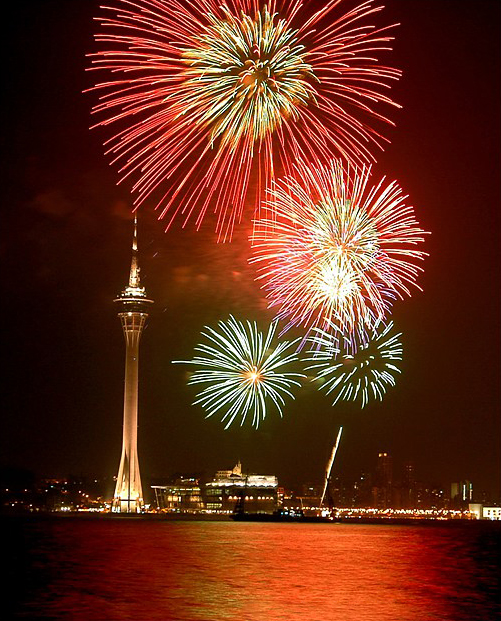
澳門國際煙花展

- 澳門國際煙花展澳門國際煙花比賽匯演：比賽定位為國際煙花盛事，亦是市民熱衷欣賞的煙花比賽
- 澳門國際音樂節：每年固定於10月舉行為期兩週的音樂節，進一步推廣澳門旅遊
- 葡韻嘉年華
- 澳門媽祖文化旅遊節
- 澳門美食節
- 澳門格蘭披治大賽車：為澳門體壇舉行最大型的國際賽事，在東望洋跑道上舉辦
- 澳门国际马拉松：是澳門最大型的田徑比賽項目，比賽路線包括澳門半島、氹仔島和路環島
- 幻彩耀濠江
- 澳門國際影展暨頒獎典禮
- 澳門國際龍舟賽：為中國傳統的體育文化活動，龍舟競賽在南灣湖水上活動中心舉行
- 澳門高爾夫球公開賽：賽事在位於路環的澳門高爾夫球鄉村俱樂部舉行
- 濠江盛汇：澳门汽车、游艇及公务机展览会：为澳门展览规模最大的展览盛会，每年十一月举办
- 澳門國際幻彩大巡遊
- 澳門國際貿易投資展覽會：英文簡稱MIF，是一項在澳門舉行的綜合性商業貿易展覽會。
- 中國—葡語國家經貿合作論壇（澳門），簡稱中葡論壇。

### 節假日
澳門一年的公眾假期共有20日，其中包含中國傳統節日、佛教和天主教節日，其中天主教假期大多承襲澳葡政府規定，如聖母無原罪瞻禮和追思節。中国传统节日则在1980年代通过立法确立。在回歸以前，葡國日、賈梅士日暨葡僑日，以及中華民國國慶（雙十節）也曾是公眾假期，但在回歸後則由中华人民共和国国庆日和「國慶日翌日」取而代之。此外，行政長官在部分特別日子或其前夕會批示特許豁免公務員上班，比如除夕前的下午。

## 人口

### 人口分佈
據澳門統計暨普查局資料顯示，截至2018年6月底，澳門的居住人口（含居澳外僱）估計約為658,900人，當中以華人為主，佔總人口的94%，葡萄牙人（包括在澳門的土生葡人）及其他外國人則佔6%。外地僱員（居澳與非居澳）有181,499人，當中主要来自中国内地，其次是菲律宾、越南、香港、印尼等；菲律宾，越南和印尼人主要從事家庭女傭等勞動職業。
居住人口中46.9%為男性，53.1%為女性。女性人口的比例較男性為高，主要原因是外地僱員及來澳的移民當中，女性約佔六成。居住人口年齡中位數為37.5歲，在居住人口的年齡結構方面，0-14歲的青年人口占12.5%；15-64歲人口占77.7%；而65歲及以上的老年人口占9.8%。隨著壽命延長，而出生人數相對較少，澳門跟世界很多國家/地區一樣，人口步入老齡化。2016年，澳門半島的居住人口有約52.2萬人，約佔80.1%；而氹仔的居住人口有約10.3萬人，約佔15.8%；路環居住人口約2.7萬人，約佔4.1%。按堂區分析，花地瑪堂區的居住人口達21.9萬人，佔總數39.6%，其次是聖安多尼堂區，有12.3萬人，佔22.2%。澳門為全球人口密度最高地區，2016年澳門人口密度為每平方公里21,400人，其中澳門半島人口密度達每平方公里56,100人；氹仔為每平方公里13,600人；而路環的人口密度只有每平方公里3,500人。人口密度最高的是聖安多尼堂區，每平方公里超過十萬人。
澳門人口發展
| 年份           | 1993  | 1994  | 1995  | 1996  | 1997  | 1998  | 1999  | 2000  | 2001  | 2002  | 2003  | 2004  | 2005  | 2006  | 2007  | 2008  |
| -------------- | ----- | ----- | ----- | ----- | ----- | ----- | ----- | ----- | ----- | ----- | ----- | ----- | ----- | ----- | ----- | ----- |
| 人口數目（萬） | 39.00 | 40.36 | 41.50 | 41.52 | 41.94 | 42.52 | 42.96 | 43.15 | 43.63 | 44.05 | 44.67 | 46.26 | 48.43 | 50.99 | 53.18 | 54.31 |
| 年份           | 2009  | 2010  | 2011  | 2012  | 2013  | 2014  | 2015  | 2016  | 2017  | 2018  | 2019  | 2020  | 2021  | 2022  | 2023  | 2024  |
| 人口數目（萬） | 53.33 | 54.06 | 55.74 | 58.20 | 60.75 | 63.62 | 64.68 | 64.49 | 65.31 | 66.74 | 67.96 | 68.31 | 68.32 | 67.28 | 68.37 |       |

### 語言文字
中文和葡萄牙文是澳門現行的官方文字。語言方面，澳門主要語言是粵語、葡萄牙文及英語，粵語是澳门居民日常生活的通用语言；此外英語在澳門作為商業用語和部分學校之教學語言而流行。文字方面，澳門社會日常使用繁體中文，而土生葡人會以葡萄牙文作主要文字。

#### 語言
- 粵語（和香港一樣稱「廣東話」）為澳門社會通用語，澳門的官方用語：根據澳門統計局的統計數字，粵語廣州話是澳門的第一大語言（香山方言則為原本本地土著語），83.3%人口的日常使用語言，能夠使用粵語的人口則達90%[參⁠ 99]；粵語在居民日常生活、工作，政府辦公，學校教育，新聞傳媒，文化娛樂中廣泛使用，亦係澳門居住的不同籍貫人士之間的共同語言。
- 普通話（也稱國語或華語）：普通話為澳門的第二大語言；日常生活中使用普通話多為中國大陸新移民，佔澳門人口的5%[參⁠ 99]；澳門人口中約41%都能夠使用不同程度的普通話[參⁠ 99]；而旅遊景點為方便向外地遊客解說，考慮到溝通問題，亦會使用普通話。
- 閩南語：澳門北區有頗多居民祖籍閩南地區的人能夠使用閩南語交談，因此閩南語在澳門北區可算通行；閩南語是澳門第三大語言，日常生活中使用閩南語者佔澳門人口的3.7%，而澳門人口中則有6.9%能講閩南語[參⁠ 99]。閩南語在澳門的通行亦方便與閩南、臺灣赴澳遊客的溝通（人數僅次於中國內地與香港，居第三）[參⁠ 102]。
- 英語：英語是澳門第四大語言，日常生活中使用英語的人佔澳門人口的2.3%[參⁠ 99]，多為外國移民，其中以菲律宾人為大宗；而同時，英語作為國際語言，在澳門亦相當流行，總人口中有21.1%能講英語[參⁠ 99]；英語是澳門最主要的商業用語言，澳門的中小學都列英語為必修課，大學亦列英語為第一教學語言；另外，英語亦是澳門華人與不同民族之間的交流用語，甚至澳門華人與葡萄牙人交流時也有使用英語。
- 葡萄牙語：葡萄牙語是澳門的官方用語，但只有不足1%的居民以葡萄牙語為日常生活使用語言，能夠講葡語的人口亦只有2.4%[參⁠ 99]，是澳門第五大語言；普通澳門華人甚少以葡萄牙語為第一語言。過往如想申請政府工作，懂葡萄牙語較為佔優。但現時葡萄牙語在澳門除政府、法律部門和與葡萄牙有關連的商戶或書店、社區流行之外，葡萄牙語於澳門基本上不甚流行。
- 土生葡語（Macanese）是由葡文、馬來語、粵語、英文、古葡文以及少許荷蘭文、西班牙文和意大利文混合而成的澳門语言，葡萄牙文叫「巴度亞」（Patuá），曾是澳門土生葡人常用的語言，目前已幾乎絕跡。澳門最後一位以澳門土語創作的土生葡人作家是若瑟·山度士·飛利拉。澳門土生教育協進會於2006年10月與六個葡人社團簽訂合作協議，打算申請澳門土語為聯合國教科文組織非實物文化遺產。[參⁠ 103]
- 其他語言：部份印尼、菲律賓、泰國、緬甸等國的移民在日常生活中會活用到其祖國語言與粵語混合的土語，但此類土語尚未形成如同澳門土語一樣有系統的語言。

#### 文字
- 繁体中文：澳門日常使用繁體中文，亦是澳門官方文字，在澳門教育上最主要教授的文字。與香港相同，粵語（廣東話）在澳门社會上是绝大多数人的母语以及通用语言。
- 簡體中文：自開放港澳個人遊後，大量中國內地旅客訪澳，因此部分酒店和娛樂場、廣告、提醒標語等都有簡體中文的標示。而在澳門人的部分非正式場合下，例如快速筆記、餐廳下單等會都用到簡體中文。另外，澳门不少学校采用的都是中国内地的简体中文教材，部分学校也允许学生在考试中以简体字作答。[參⁠ 104]
- 葡萄牙文：大多是澳門的葡裔人口使用，是澳門官方語言，因此政府的官文等都依然使用葡文作主要用字，但是葡萄牙文在華人社會中並沒有很大作用。澳門的年輕一代通常選擇學習英文，葡文次之。不過，近年來華人居民報讀葡萄牙駐澳官方文化機構東方葡萄牙學會舉辦的葡語課程有上升的趨勢，其中又與行政暨公職局從2003年開始不再與澳門理工學院合作，改為與該學會合作舉辦公務員葡語培訓課程有關。
- 英文：在國際社會上英文是不可或缺的文字，因此許多新一代的年青人都非常著重學習英文；雖然英文不是澳門的官方文字，但很多旅遊設施都會選用中、英兩語作主要使用文字。而澳門政府官方也存在使用英語的例子，尤其用於交通領域上。比起葡文PARE，如在巴士站旁的瀝青地面髹上「BUS STOP」字樣。「停車讓先」的交通標誌也作紅色八角形牌，正中間有個斗大的「STOP」字樣。[參⁠ 105]

### 宗教
澳門宗教（2021年）
澳門華洋雜處，奉行信仰自由，宗教多元化。由於多數居民為華人，信仰以儒、釋、道及民間神祇為主。澳門華人文化深受中華傳統文化和儒家的道德思想影響。每逢孔聖誕，澳門孔教會會帶領社會各界華人和學校舉行紀念與祭典儀式。至於佛教，位於望廈村的普濟禪院便是澳門早期興建的寺廟建築。而道教所供奉的神祇，如：譚公、洪聖爺、文昌帝君、關帝、北帝、城隍等崇拜都見於澳門。而觀音和媽祖崇拜在澳門特別流行，其建築有明朝成化年間由閩商人興建的媽祖閣廟。
基督教方面，天主教會佔多數，天主教澳門教區於1576年1月23日成立，是東亞第一個天主教會教區；首任主教為賈耐勞（仁慈堂創辦人）。首位華人主教為林家駿主教。由於回歸前大量土生葡人離開澳門，故現時信徒以華人為主。新教也是以澳門為踏足中國的第一站，英國倫敦傳道會的傳教士馬禮遜於1807年來到澳門，展開新教在中國的宣教歷史。澳門有二間最古老的華人新教教會，分別是中華基督教會志道堂和澳門浸信教會，都有超過一百年的歷史。聖公會維多利亞教區於1849年成立，管轄範圍包括澳門，現該教區已成為香港聖公會澳門傳道地區。另外，中華醫學傳教會於1838年在澳門開辦醫院，是基督新教在中國的第一所綜合性醫療機構。1970年代，地方教會亦見在澳門開展。
此外，澳門亦有不同宗教。例如伊斯蘭教可能在明代以前由波斯商人傳入澳門，其社團組織為澳門伊斯蘭會。巴哈伊教在宣教運動中也選中澳門為傳教地區，在1935年由美國加州傳入，現其社團組織為澳門巴哈伊總靈體會，並作為向中國內地傳教的大本營。另外，新興宗教的國際基士拿知覺協會、日本的神慈秀明會、澳門創價學會等都有在澳門活動，只是規模較主流宗教相對小。

## 教育

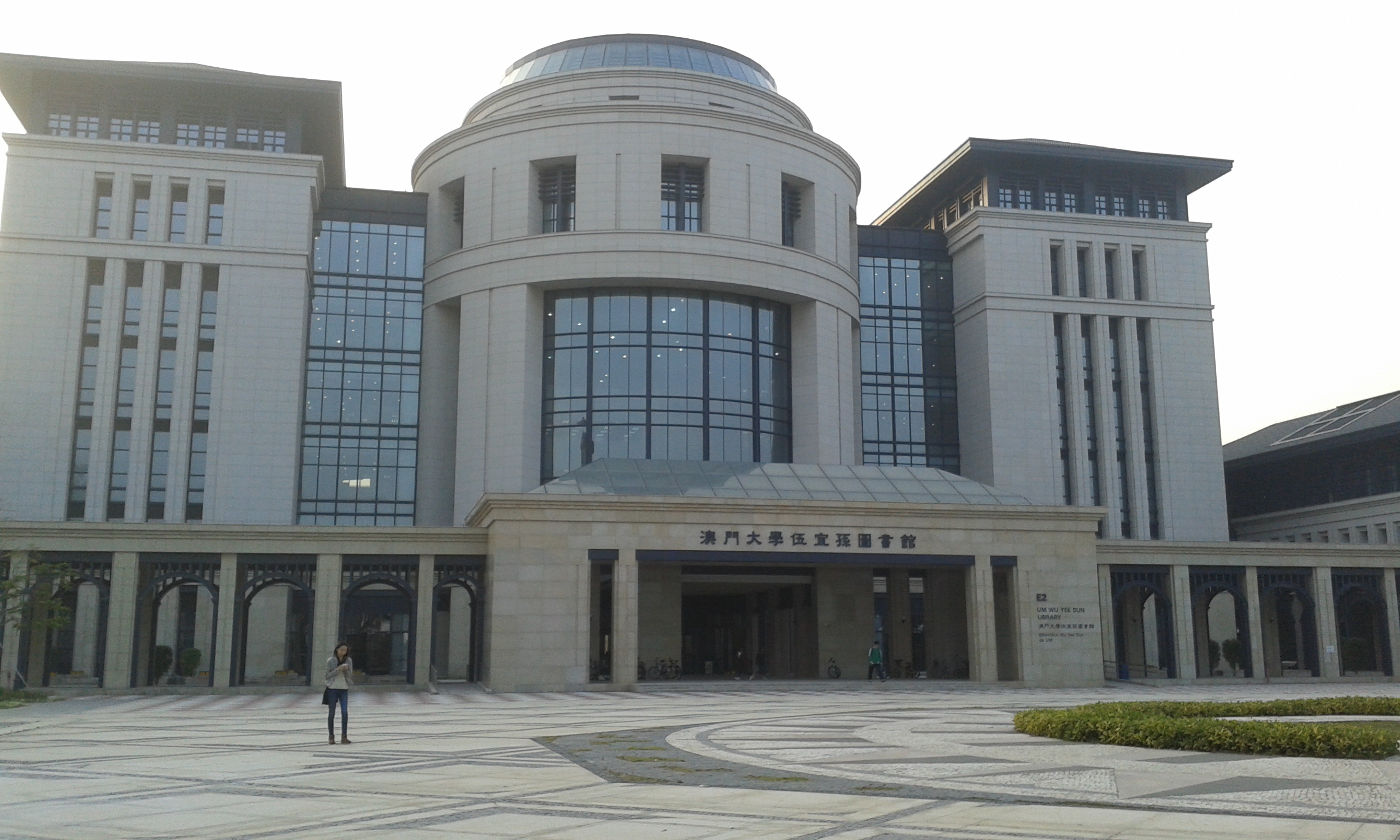
澳門大學伍宜孫圖書館

澳門科技大學圖書館

澳門負責教育事務的政府部門是教育及青年發展局。
在澳門，非高等教育包括幼兒教育、中小學教育和回歸教育等。澳門教育機構可分為公立學校和私立學校兩種，當中大部份學校都是私立。政府亦實行免費教育，減輕家庭經濟負擔。政府也提供一些學費，學校用品的補貼給在澳門就讀的學生，政府也補貼在其他國家學習的澳門人以上的補貼。  
澳門現有12所高等教育機構：公立的澳門大學、澳門理工大學、澳門旅遊大學、澳門保安部隊高等學校，和私立的澳門科技大學、澳門城市大學、聖若瑟大學、澳門鏡湖護理學院、澳門管理學院、中西創新學院，以及澳門歐洲研究學會和聯合國大學國際軟件技術研究所。
第一所現代高等院校「東亞大學」成立於1981年，所提供的課程當中，較具特色的有博彩管理、體育及運動、中醫藥以及翻譯等。2013年7月20日起，澳門特別行政區政府正式接管位於橫琴的澳門大學新校區，澳門的行政、立法、司法皆於該地生效。
澳門負責非高等教育的部門是教育及青年發展局（DSEDJ）。在澳門，大部份學校都是私立的，主要由教會或社會團體管理。所有政府學校都強調三文四語（三文：中文、英文和葡文；四語：粵語、普通話、英語及葡語）教育。主流的澳門學校是文法學校，教授語言、數學、科學科目和社會科目。澳門只有少量職業學校，教授職業性科目如汽車維修、電子工程等。

## 交通

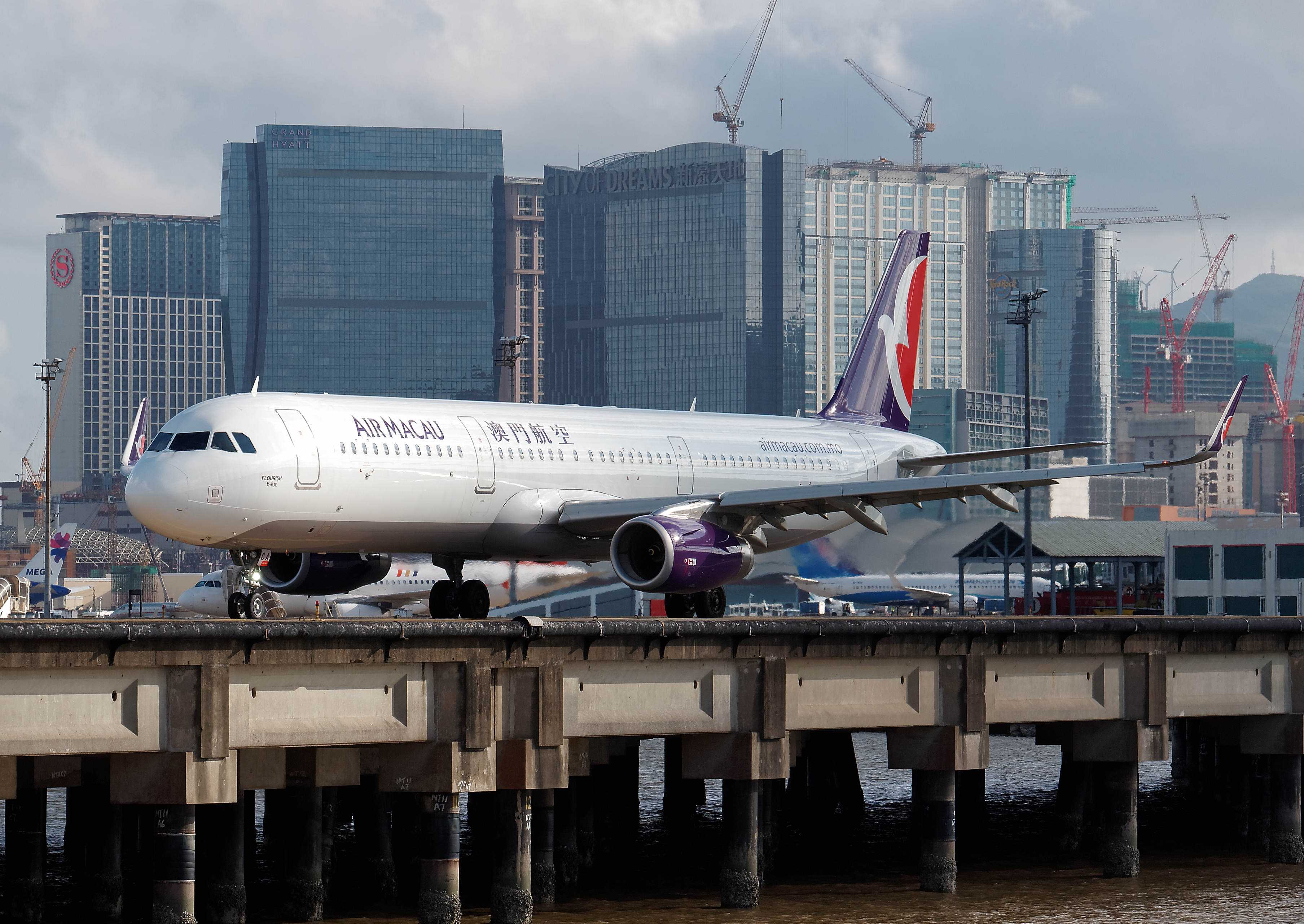
澳門航空空中巴士A321

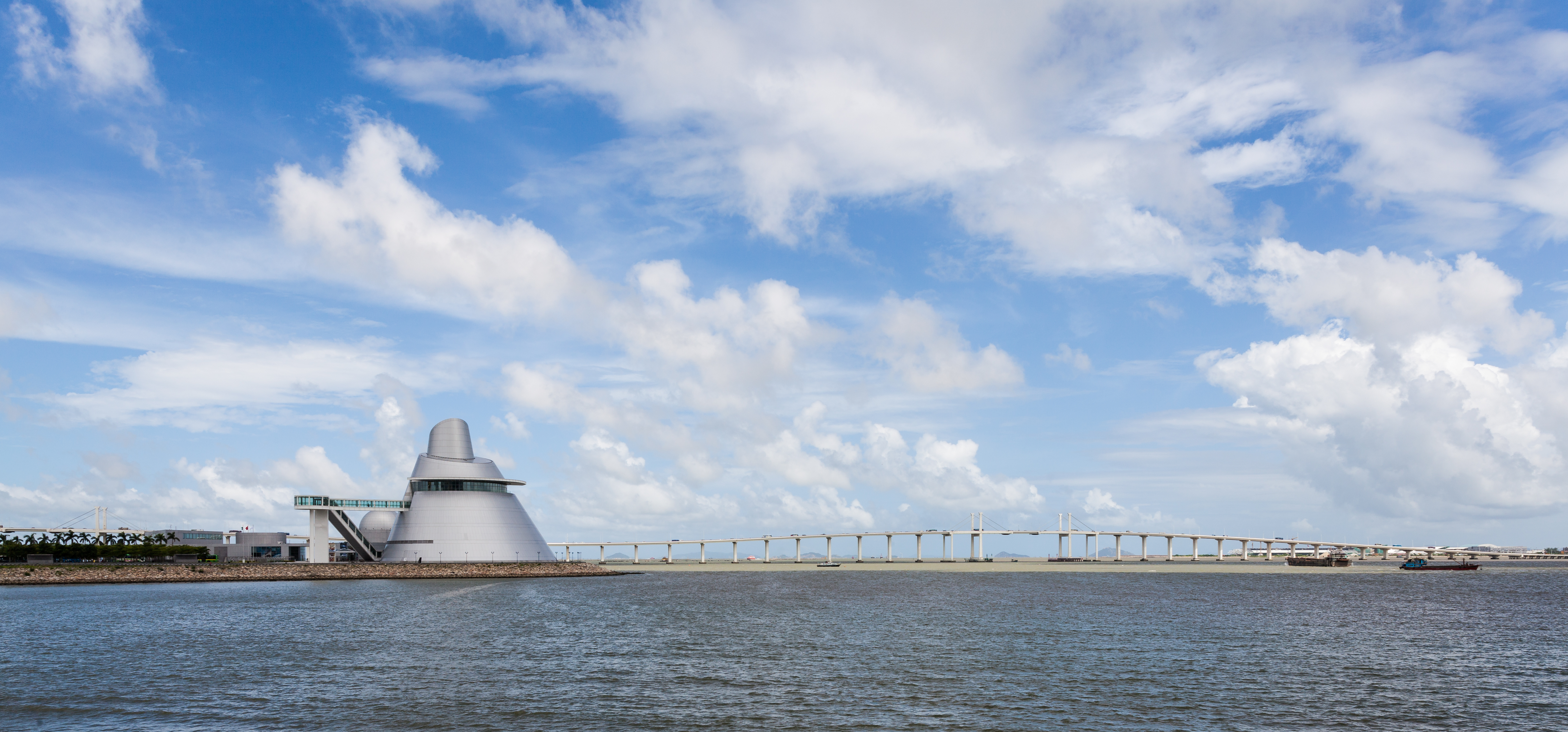
澳門友誼大橋

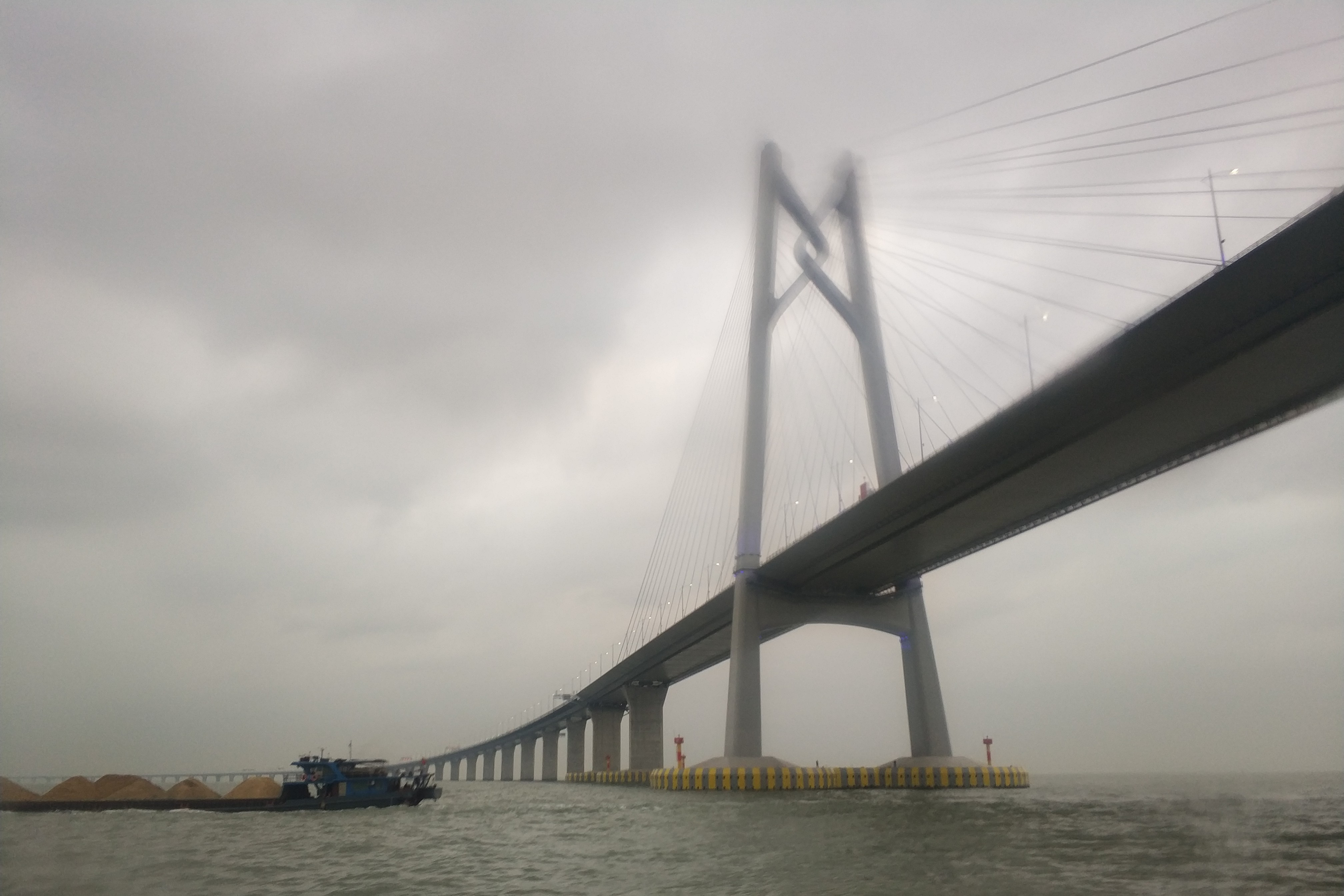
从澳门至深圳蛇口客船上拍摄的青洲航道桥主桥(港珠澳大橋)（2018年3月）

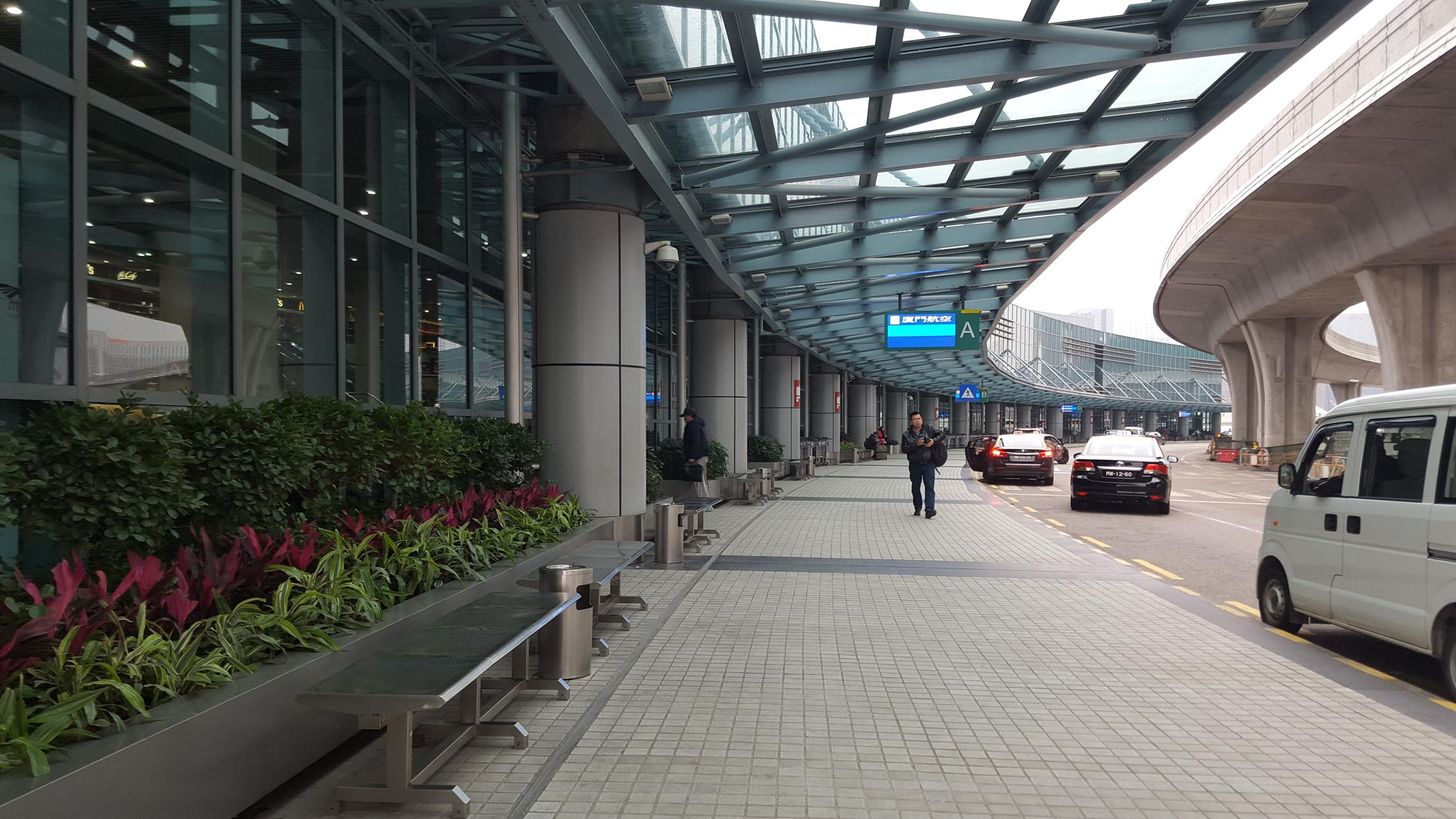
澳門國際機場

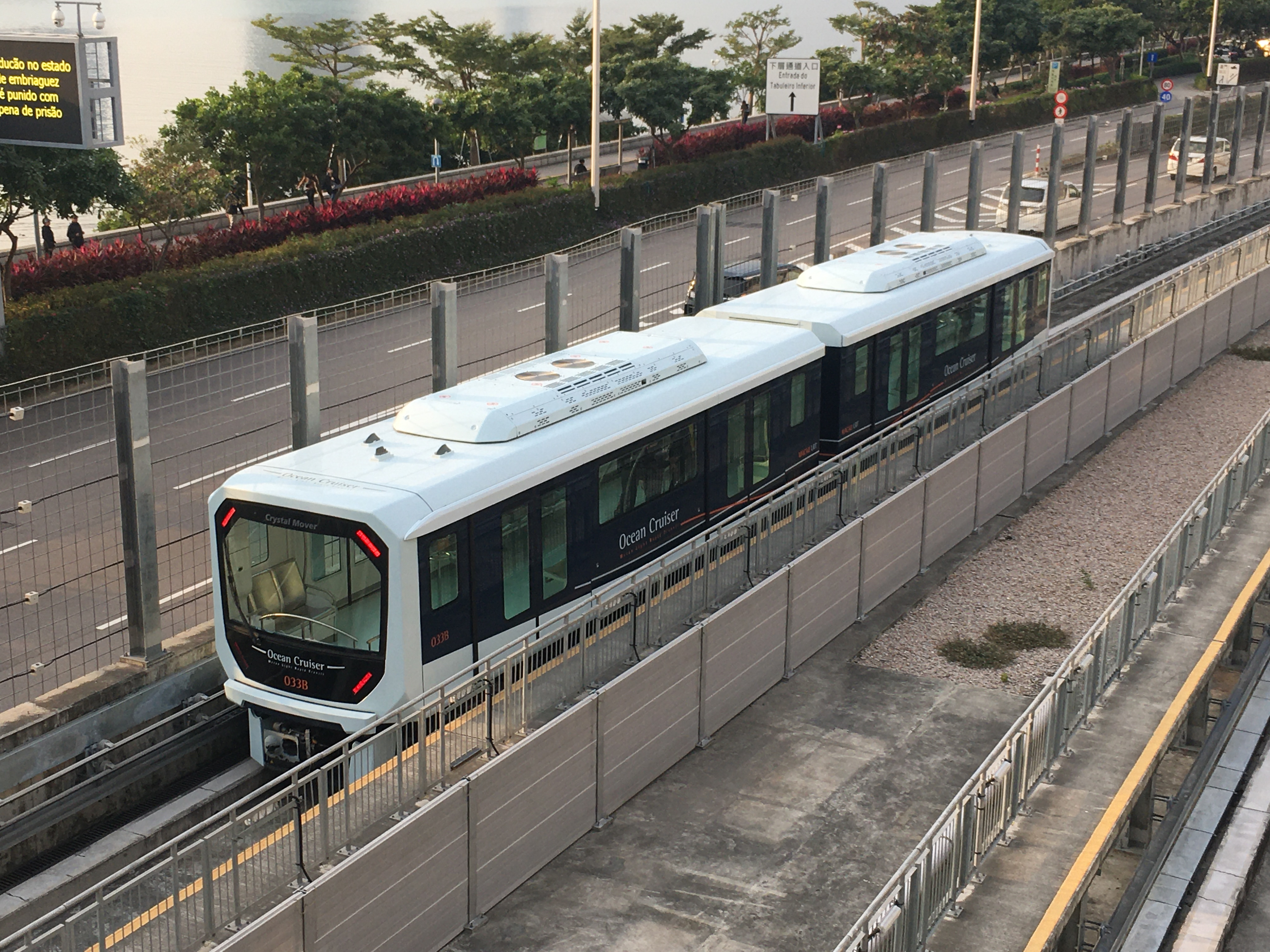
澳門輕軌

### 過境交通
澳門擁有完善的海陸空交通網絡，來自世界各地的旅客可以選擇不同的交通工具來往澳門。海路方面，澳門設有三個對外客運碼頭，分別是內港客運碼頭、外港客運碼頭和氹仔客運碼頭；而航空交通，位於氹仔東部的澳門國際機場在1995年11月正式營運。而港珠澳大橋通車後，澳門還可以經陸路連接位於珠江東岸的香港。另外，外港客運碼頭頂層設有直昇機坪，提供直昇機航線往來香港和深圳。
海上客運方面，澳門現有三大營運商：噴射飛航、粵通船務、金光飛航，外港客運碼頭及氹仔客運碼頭航點有香港上環港澳客輪碼頭、香港九龍中國客運碼頭、香港國際機場海天客運碼頭、深圳蛇口、深圳福永港。內港客運碼頭則提供來往澳門與珠海灣仔口岸的航班。
澳門國際機場位於氹仔偉龍馬路，於1995年開始投入服務。據機場資料顯示，澳門國際機場2019年全年的客運量達961萬高峰人次，與中國內地各大城市、臺灣、東北亞、東南亞等都有航班往來。澳門政府將斥資60億澳門元填海擴建以增加客運量。澳門可經港珠澳大橋或海上客運經海天客運碼頭前往香港國際機場。
陸路跨境口岸方面，往中國內地方向，經由關閘、青茂口岸及港珠澳大橋珠澳口岸可接連珠海拱北，另外，在2000年3月啟用之蓮花大橋，接連澳門路氹城與珠海橫琴島。2018年10月港珠澳大橋通車，讓澳門可經陸路通往香港，並透過人工島成為另一個接連珠海的口岸。值得一提的是，由澳門經陸路前往香港，需要經過珠海市管轄的路段，惟乘客在途中一般無需下車。

### 跨海大橋

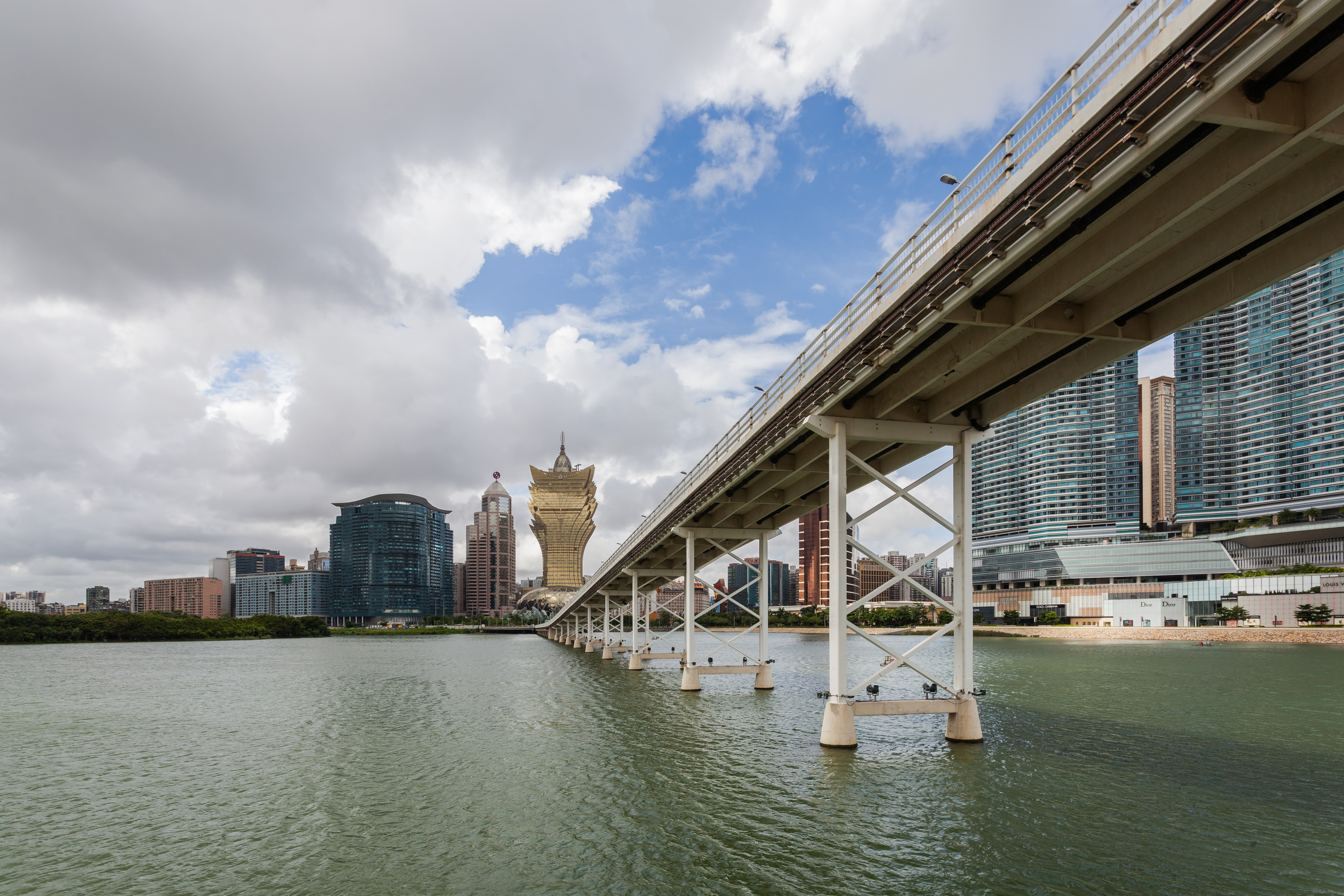
嘉樂庇總督大橋

澳門半島與氹仔之間有四條大橋連接，1974年10月啟用嘉樂庇總督大橋（以當時總督名字嘉樂庇命名，俗稱澳氹大橋或舊大橋）、1994年3月啟用友誼大橋、2005年1月9日啟用西灣大橋及2024年10月1日啟用的澳門大橋，西灣大橋及澳門大橋分別是澳門唯一雙層行車的全天候大橋及設有電單車專道的跨海大橋。此外，蓮花大橋連接路氹城和橫琴口岸澳門口岸區。
2007年，澳門政府計劃興建由澳門至氹仔之海底隧道，原本預計2009年下半年落成，有關計劃已擱置。

### 輕軌系統
2009年，澳門政府落實興建澳門輕軌第一期工程，由關閘至氹仔客運碼頭，設21車站。2019年12月10日，第一期路線氹仔線正式通車，全線由氹仔碼頭站至海洋站共有11個車站。2023年12月8日，氹仔線正式延伸至澳門半島媽閣站，標誌著澳門輕軌服務連通澳門半島至氹仔與路氹城。 2024年11月1日，石排灣線通車，標誌著輕軌服務正式延伸至路環島。 2024年12月2日，橫琴線正式通車，標誌著輕軌服務通過珠機城際鐵路融入中國國家鐵路網絡。

### 路面交通
2021年，澳門道路行車線長度達462.5公里，註冊機動車有247,603輛，汽車密度達到每公里535輛，位世界前列。

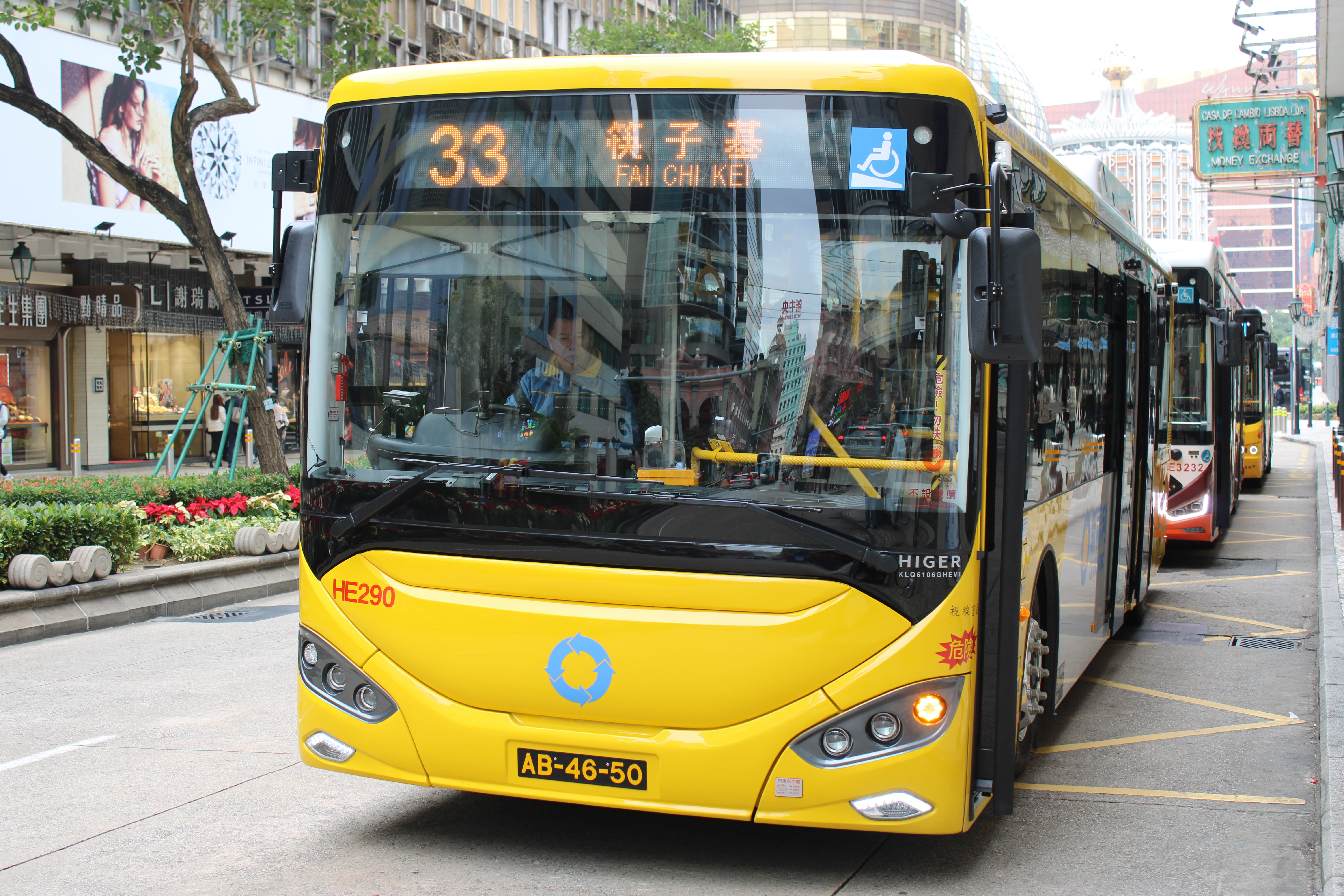
澳門巴士

澳門陸路主要交通工具為巴士以及的士。當中巴士由兩家巴士營運公司營運，分別是澳門公共汽車股份有限公司及澳門新福利公共汽車有限公司。兩巴士公司採統一6圓車費，持有電子貨幣儲值卡（澳門通）或聚易用＋乘車碼可享有車資優惠和轉乘優惠。。的士（出租車）分有以黑色為主色的普通的士和電召的士，載客量為4至7人。起錶價（首1.6公里）21元，以後每220米一跳收2元，停車候客每55秒收2元，每一件放置在行李廂的行李額外收5元。而昔日澳門的主要交通運輸工具——三輪車，至今已是旅客用作遊覽澳門的懷舊交通工具。 步行系統為交通事務局於2008年完成短途交通系統可行性規劃研究中提到，建議以短途交通系統連接未來的輕軌站和人口量高的地區，並提出「綠色出行」、「公交優先」，鼓勵以步行方式出行，以構建輕軌系統為主幹，公共巴士及的士為基礎，自動步行系統作為輔助的陸路交通；目前已啟用8條大型步行系統。

### 邊境管制
澳門設有關閘邊檢大樓、青茂口岸澳門邊檢大樓、橫琴口岸澳門口岸區、跨境工業區邊檢大樓、港珠澳大橋澳門邊檢大樓等陸路邊檢設施；在外港客運碼頭、內港客運碼頭、氹仔客運碼頭設海路邊檢設施，另外在澳門漁人碼頭和路環碼頭設有僅供乘坐遊艇人士出入境使用的邊檢設施；在澳門國際機場則設有空路邊檢設施。

## 國際排名
隨著澳門的國際地位急速提升，國際評級機構如世界概況也會統計澳門數據，以下是部分澳門在國際上的排名：
政治及經濟排名
- 2018年經濟自由度 - 全球34名
- 2008年獲GaWC评为「适合发展」的城市，同耶路撒冷、热那亚、都靈、马赛、利物浦、斯特拉斯堡、盐湖城、塞维利亚和蒂华纳同級。
- GDP（PPP） - 全球第99名（2015年）
- 人均GDP（PPP） - 全球第2名（2023年）
- 廉潔指數 - 全球第46廉潔（5.1，2011年）
- 失業率 - 全球第4名（2.9%，2020年）
- 超時工作率 - 全球第4高（39.1%）
- 全球管治指標：
  - 發聲與問責：51.4（108/212，第三級）
  - 政治穩定性：59.6（91/212，第三級）
  - 政府效率：81.0（43/212，第二級）
  - 管理質素：76.2（56/212，第二級）
  - 法治：61.0（87/212，第三級）
  - 反貪：72.5（65/212，第三級，上皆為2007年數據）

健康排名
- 平均壽命 - 全球第4名（84.51年）
- 女性总和生育率 - 全球第223名（0.94/女性）
- 出生率 - 全球第211名（8.88人/1,000人）
- 新生兒死亡率 - 全球第214名（3.12人/1,000人）
- 死亡率 - 全球第205名（4.22人/1,000人）

其他排名
- 通膨率 - 全球第168名（4.60）
- 淨遷移率 - 全球第37名（3.37人/1,000人）
- 教育開支 - 全球第148名（2.70%）
- 二氧化碳排放 - 全球第85名（4.1噸/人）
- 產電量 - 列第166名（413,700,000千瓦）
- 耗電量 - 列第123名（4,291,000,000千瓦）
- 耗油量 - 列第153名（10,680桶）
- FIFA世界足協排名 - 列第182位（至2017年11月積分65分）
- 人口密度 - 全球第1名（以地區排名）

## 備註
1. ↑  《澳門特別行政區基本法》附件三：在澳門特別行政區實施的全國性法律——《中華人民共和國國歌法》
2. ↑  1992年9月，經當時的澳門市政廳决定，毛稔獲選為澳門市（範圍僅為澳門半島）的市花，並不是蓮花[參⁠ 1]。但澳門回歸後，蓮花獲視為澳門的象徵，實際上成為澳門的“區花”。
3. ↑  廣東南海人霍韜《霍文敏公全集》: “香山海濱有峭壁石立, 世呼為龍崖”。
4. ↑  明朝時期
5. ↑  清朝時期
6. ↑  一詞的粵語音譯。
7. ↑  梳打的音譯詞，指常用作清潔劑的碳酸鈉。早年香港人到澳門大多為賭博，結果十賭九輸，像是洗得乾乾淨淨，於是謔稱澳門為「梳打埠」。
8. ↑  該會場由廣東省江門市機械廠承建，已於儀式完畢後清拆，現分別改建為「文化中心廣場」及「澳門回歸賀禮陳列館」。
9. ↑   註: